# Liste der Straßen und Plätze in Berlin-Kaulsdorf

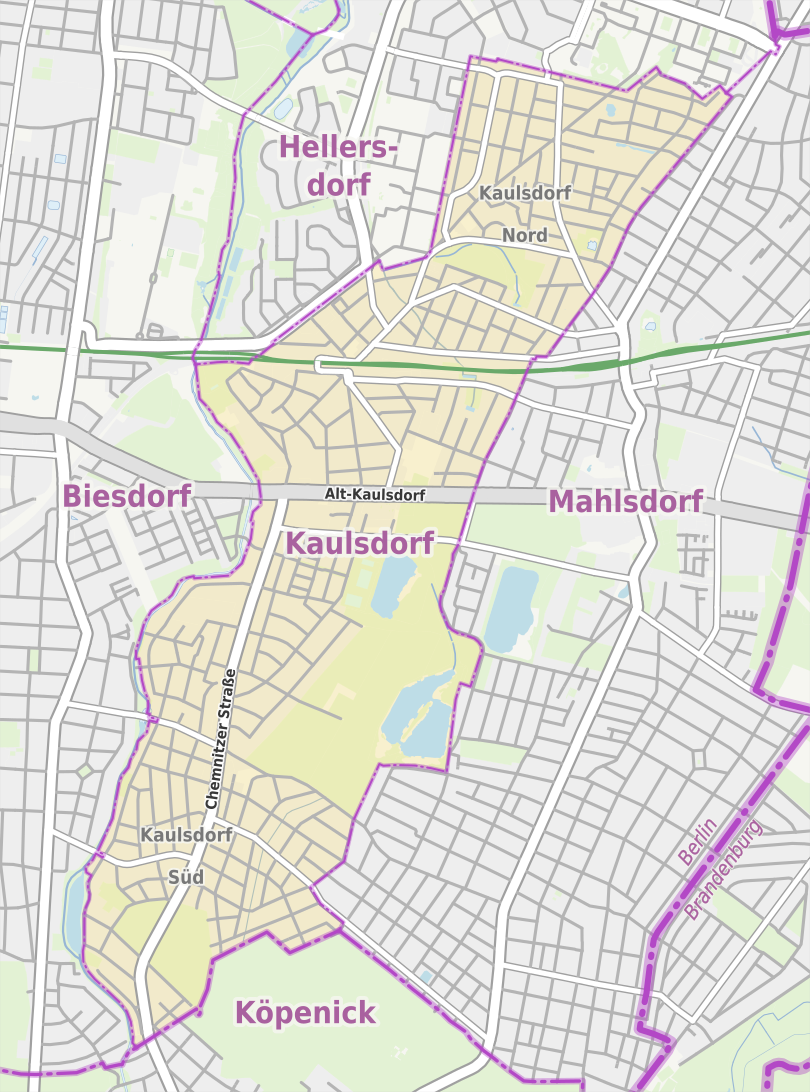
Übersichtskarte von Berlin-Kaulsdorf

Die Liste der Straßen und Plätze in Berlin-Kaulsdorf beschreibt das Straßensystem des Ortsteils Kaulsdorf im Bezirk Marzahn-Hellersdorf mit den entsprechenden historischen Bezügen. Gleichzeitig ist diese Zusammenstellung eine der Listen aller Berliner Straßen und Plätze.

## Überblick
Die Gemeinde Kaulsdorf gehörte bis 1920 zum Landkreis Niederbarnim in der preußischen Provinz Brandenburg. Im Berliner Adressbuch wird Kaulsdorf mit seinen Straßen erst aufgeführt, nachdem die Landgemeinde Teil Groß-Berlins und des dortigen Verwaltungsbezirks Lichtenberg wurde.
Der Ortsteil gliedert sich in drei Grundbereiche, das sind das alte Dorf um den Dorfanger nördlich der ehemaligen Frankfurter Chaussee (seit 1990: die auf gemeinsamer Trasse geführten Bundesstraßen B 1/B 5), die ab den 1920er Jahren beiderseits der Bahnstrecke entstandenen Siedlungsgebiete nördlich der Fernverkehrsstraße und die Wohngebiete nach Süden zwischen der B 1/B 5, Wuhle und Dammheide in Richtung Köpenick. Die Erstbenennungen von zehn Straßen im Südbereich erfolgten häufig nach einheimischen Baumarten oder Tieren. Nördlich bevorzugte man männliche Vornamen oder Ortsnamen. Insgesamt wurden im Ortsteil 19 Straßen nach Personen bezeichnet, die die Entwicklung von Kaulsdorf maßgeblich beeinflussten. Zwanzig Straßennamen ehren Künstler, Schriftsteller oder Musiker. Schließlich sind noch 34 Straßen zu nennen, die nach ehemaligen deutschen Orten benannt wurden, die im Ergebnis des Ersten oder Zweiten Weltkriegs nun zu anderen Staaten gehören.
Kaulsdorf hat 19.683 Einwohner (Stand: 31. Dezember 2024) und umfasst den Postleitzahlbereich 12621 (einige Straßen im Randgebiet zu Hellersdorf auch 12619 und zu Mahlsdorf 12623).

## Übersicht der Straßen und Plätze
Die nachfolgende Tabelle gibt eine Übersicht über die vorhandenen Straßen und Plätze im Ortsteil sowie einige dazugehörige Informationen.
- Name/Lage: aktuelle Bezeichnung der Straße oder des Platzes. Über den Link Lage kann die Straße oder der Platz auf verschiedenen Kartendiensten angezeigt werden. Die Geoposition gibt die Lage der ungefähren Mitte der Straßenlänge an.
- Im amtlichen Straßenverzeichnis nicht aufgeführte Verkehrswege sind mit * gekennzeichnet.
- Ehemalige oder nicht mehr gültige Straßennamen sind kursiv gesetzt. Für bedeutende ehemalige Straßen oder historische Straßennamen ist gegebenenfalls eine gesonderte Liste vorhanden.
- Länge/Maße in Metern:
Die in der Übersicht enthaltenen Längenangaben sind  gerundete Übersichtswerte, die in Google Earth mit dem dortigen Maßstab ermittelt wurden. Sie dienen Vergleichszwecken und werden, sofern amtliche Werte bekannt sind, ausgetauscht und gesondert gekennzeichnet.
Bei Plätzen sind die Maße in der Form a × b für rechteckige Anlagen und für (ungefähr) dreieckige Anlagen als a × b × c mit a als längster Seite angegeben.
Sofern die Straße auch in benachbarte Ortsteile weiterführt, gibt der Zusatz ‚im Ortsteil‘ an, wie lang der Straßenabschnitt innerhalb des Ortsteils dieses Artikels ist.
- Namensherkunft: Ursprung oder Bezug des Namens.
- Anmerkungen: weitere Informationen über anliegende Baudenkmale oder Institutionen, die Geschichte der Straße und historische Bezeichnungen.
- Bild: Foto der Straße oder eines anliegenden Objektes.

| Name/Lage                      | Länge/Maße (in Metern)                       | Namensherkunft | Datum der Benennung          | Anmerkungen | Bild |
| ------------------------------ | -------------------------------------------- | --- | ---------------------------- | --- | --- |
| Achardstraße (Lage)            | 0500                                         | Franz Carl Achard (1753–1821), Chemiker, Erfinder der industriellen Zuckerherstellung aus Rüben                                                                                                  | 5. Apr. 1934                 | Zwischen 1910 und 1920 war sie auf Plänen als Straße 37 verzeichnet, um 1920 hieß sie auch inoffiziell Liebknechtstraße. Von 1926 bis 1934 war es die Brakestraße, benannt nach der Stadt Brake. Die Straße verläuft (als Fortsetzung der Lenbachstraße) von der Chemnitzer bis zur Lassaner Straße in West-Ost-Richtung im Bereich Kaulsdorf-Süd. | Querast der Achardstraße |
| Adolf-Menzel-Straße (Lage)     | 0770                                         | Adolph von Menzel (1815–1905), Maler und Grafiker | um 1920                      | Die Straße erhielt bei ihrer Erstanlage bereits ihren Namen. Der Verlauf wurde jedoch mehrfach verändert. Etwa auf halber Länge der Nord-Süd-Trasse verläuft sie zackenförmig zunächst nach Osten und dann wieder nach Süden. Sie verbindet die Anton-von-Werner-Straße mit der Heerstraße. | |
| Adolfstraße (Lage)             | 0530                                         | Adolf, männlicher Vorname | 17. Juli 1909                | Sie verläuft von der Brodauer Straße nach Südosten bis Alt-Kaulsdorf, wobei sie an der Einmündung der Georgstraße leicht südwärts abknickt. In dieser Straße (Hausnummer 25) befindet sich die ‚Achard-Grundschule‘, ein 1911–1913 errichtetes Schulgebäude. | |
| Ahornstraße (Lage)             | 0200                                         | Ahorn, Laubbaum, vermutlich die Erstbepflanzung | 17. Juli 1909                | Die Ahornstraße ist eine kurze West-Ost-Straße zwischen Wald- und Birkenstraße im Bereich Kaulsdorf-Süd. | |
| Alt-Kaulsdorf (Lage)           | 1350                                         | Alt-Kaulsdorf, historischer Dorfkern | 26. Juli 1927                | Die im 13. Jahrhundert entstandene Straße trug die historischen Bezeichnungen Chaussee nach Frankfurt, auch Chaussee nach Berlin und Frankfurter Straße (1922–1927). Die Fernverkehrsstraße wurde in den späten 1920er Jahren etwas weiter südlich des alten Dorfkerns verlegt. Der jetzt gültige Name verweist auf die Geschichte des Dorfes. Hier und in der quer verlaufenden Dorfstraße stehen zahlreiche Baudenkmale; siehe Kulturdenkmale in Berlin-Kaulsdorf. Auf dem Gelände des ehemaligen Freigutes (Alt-Kaulsdorf 1) hatte Franz Carl Achard seine „Sirupkocherei“ eingerichtet. Seit 1932 ist hier der Standort des Spirituosenherstellers Schilkin. Auf dem Gelände befinden sich zwei Gedenktafeln für Achard. Der Text der einen lautet: „Auf dem ,Caulsdorfer Gut’ wirkte in der Zeit zwischen 1784 und 1796 F. C. Achard, Begründer der Rübenzuckerfabrikation.“ | Dorfkrug, denkmalgeschütztes Gebäude Alt-Kaulsdorf · Alt-Kaulsdorf Höhe Myslowitzer Straße                                       |
| Am Bachrain (Lage)             | 0550                                         | Lagebeschreibung aus Bach und Rain | nach 1943                    | Der Name bezieht sich auf die Nähe zu einem namenlosen Bach. Seit 1990 verläuft hier der Kaulsdorfer Rohrpfuhlgraben. Seinem Verlauf passen sich die in den 1940er Jahren angelegten Straßen Am Bachrain, Im Augarten und Am Wiesenhang durch eine halbkreisförmige Abzweigung vom Hamannweg an. | Rechte Seite: ein Landschaftsschutzgebiet                                                                                        |
| Am Baltenring (Lage)           | 0850                                         | Balten, im Baltikum beheimatete Volksgruppen | 9. Nov. 1926                 | Der zunächst mit Straße 127 bezeichnete Verkehrsweg beginnt an der Grottkauer Straße, überquert etwa 60 Meter westlich der Kreuzung mit der Uckermarkstraße die Ortsteilgrenze zu Hellersdorf und endet dort an der Lily-Braun-Straße. Er verläuft zunächst in Nord-Süd-Richtung, schwenkt dann aber nach einem bogenförmigen Verlauf in Ost-West-Richtung. Seine Trassierung wurde mehrfach verändert. Vor der amtlichen Benennung hieß er auch Baltenring, also ohne „Am“. | |
| Am Birkenwerder (Lage)         | 0700                                         | Lagebeschreibung aus Birke und Werder; hier eine überlieferte Flurbezeichnung | 17. Juli 1909                | Der Verkehrsweg verbindet die Bergedorfer mit der Ulmenstraße in Nord-Süd-Führung. Südlich setzt er sich als Nordheimer Straße fort. | |
| Am Feldberg (Lage)             | 0250                                         | Feldberg, alter Flurname der Barnim-Anhöhe | 6. Juli 1927                 | Zuerst war es die Straße 43, inoffiziell nach der auf der Kuppe vorhandenen Windmühle auch Mühlberg genannt. Sie führt nordost-südwestwärts von Alt-Kaulsdorf bis Am Niederfeld. Am Feldberg 3 befindet sich eine Gedenktafel für Erich Knauf und Erich Ohser. | |
| Am Kirchendreieck (Lage)       | 0250                                         | Das bis in die 2010er Jahre unbebaute Gebiet im Winkel von Heinrich-Grüber-Straße und Kraetkestraße wurde Kirchendreieck genannt.                                                                | 11. Juli 2015                | Die Straße liegt in der Neubausiedlung Heinrich-Wohnpark und führt von der Heinrich-Grüber-Straße zum Erich-Knauf-Weg. | |
| Am Lupinenfeld (Lage)          | 1070 (im Ortsteil)                           | Lagebeschreibung aus Lupinen und Feld | 27. Juni 1925                | Aus den um 1910 entstandenen Straßen 138, 113 und 140 wurde ab 1925 der konkrete Straßenname, der vermutlich die auf den Feldern angebauten Futterpflanzen beschreibt. Es handelt sich um einen West-Ost-Straßenzug zwischen Heinrich-Grüber-Straße und Briesener Weg, der sich in Mahlsdorf bis zur Melanchthonstraße fortsetzt. | Ansicht von der Heinrich-Grüber-Straße aus                                                                                       |
| Am Moosbruch (Lage)            | 0160                                         | Lagebeschreibung aus Moos und Bruch; hier: eine überlieferte Flurbezeichnung in der Nähe der Wuhle                                                                                               | nach 1910                    | An der Nordseite der West-Ost-Straße zwischen An der Wuhle und Karlsburger Weg schließt sich eine kleine Grünfläche an. | |
| Am Niederfeld (Lage)           | 1130                                         | Lagebeschreibung aus Feld und geografischer Höhe; hier: eine überlieferte Flurbezeichnung (Gegensatz zu Oberfeld als Namensbasis für die Oberfeldstraße in Biesdorf)                             | 9. Nov. 1926                 | Zuerst war es die Straße 41, inoffiziell auch Richard-Wagner-Straße. Der Verkehrsweg verläuft in West-Ost-Richtung zwischen Chemnitzer Straße und Kressenweg. Ihre östliche Fortsetzung bildet die Elsenstraße in Mahlsdorf. Auf der Südseite tangiert die Straße den Butzer See, einen Bestandteil des Landschaftsschutzgebietes Kaulsdorfer Seen. Auf der Nordseite befinden sich einige Gewerbeflächen, teilweise brachliegend, teilweise auch neu bebaut. | |
| Am Wiesenhang (Lage)           | 0260                                         | Lagebeschreibung aus Wiese und Hang | nach 1943                    | Die in den 1940er Jahren angelegte Straße folgt als Abzweigung vom Hamannweg in ihrem halbkreisförmigen Verlauf (zusammen mit Am Bachrain und Im Augarten) einem nahe gelegenen Bach. Seit 1990 verläuft hier der Kaulsdorfer Rohrpfuhlgraben. | Ansicht vom Hamannweg aus |
| Am Wuhlebogen (Lage)           | 0500                                         | bogenförmiger Straßenverlauf am Wuhleufer | 7. Dez. 2013                 | Der Straßenzug verläuft von der Straße 19 im Norden bis zur Bismarcksfelder Straße im Süden. In Höhe der Hausnummern 14 und 16 gibt es eine Zufahrt zur Kaulsdorfer Straße. Die Straße durchzieht ein 2014–2015 errichtetes Wohngebiet mit Ein- und Zweifamilienhäusern. | Bild gesucht BW |
| Am Wuhlesee (Lage)             | 080                                          | Wuhlesee, in unmittelbarer Nähe gelegener See | 13. Juli 2018                | Die Stichstraße zweigt von der Straße 19 ab und erschließt als Privatstraße ein kleines Neubaugebiet auf der Fläche der früheren KGA Am Wuhlesee. | Berlin-Kaulsdorf Am Wuhlesee |
| Amelieweg (Lage)               | 0250                                         | Amelie, weiblicher Vorname | 9. Nov. 2010                 | Es handelt sich um eine Privatstraße zur Erschließung von 18 neu errichteten Einfamilienhäusern auf dem ehemaligen Grundstück Bauerwitzer Weg 25; sie ist U-förmig geführt. Im Sommer 2012 wurde die Straße mit Doppel-T-Betonpflaster befestigt. | |
| An der Wuhle (Lage)            | 1610                                         | Lagebeschreibung zum Fluss Wuhle | 5. Apr. 1934                 | Der Verkehrsweg beginnt an der Heerstraße und läuft bis zur Damerauer Allee in Nord-Süd-Führung. Nördlich setzt sie sich als Lammersdorfer Weg fort. | |
| Anton-von-Werner-Straße (Lage) | 0230                                         | Anton von Werner (1843–1915), Maler | vor 1920                     | Der Verkehrsweg ist eine zwischen 1910 und 1920 trassierte Straße, die die Büllinger Straße mit der Chemnitzer Straße in West-Ost-Führung verbindet und sich als Wernitzer Straße fortsetzt. Wohnbebauung gibt es nur auf der Südseite; nördlich befindet sich eine Industriebrache (Stand Februar 2012). | |
| Arndtstraße (Lage)             | 0100 (im Ortsteil)                           | Ernst Moritz Arndt (1769–1860), Dichter | 23. Nov. 1907                | Die Straße verläuft in voller Länge im Ortsteil Mahlsdorf in Nordost-Südwest-Richtung zwischen Roedernstraße und Hirschpfad. Lediglich die Hausnummer 21a an der Ecke Hirschpfad gehört zu Kaulsdorf (siehe Bild). | |
| Auf der Höh (Lage)             | 0120                                         | Höhe, Lagebeschreibung | 9. Nov. 1926                 | Die kleine Stichstraße geht westlich von Am Feldberg ab und läuft auf ein Gewerbegebiet zu. Bei der Projektierung wurde sie als Straße 42 bezeichnet, ab zirka 1920 bereits mit ihrem später amtlich vergebenen Namen. | |
| Auguststraße (Lage)            | 0400                                         | August, männlicher Vorname | vor 1909                     | Die Straße verläuft in West-Ost-Richtung zwischen Adolf- und Planitzstraße. | |
| Bauerwitzer Weg (Lage)         | 0260                                         | Bauerwitz, Ort in Oberschlesien, seit 1945 Baborów in Polen | 11. Mai 1938                 | Bei der Erstanlage um 1910 erhielt die Straße den Namen Röntgenstraße nach dem Physiker Wilhelm Conrad Röntgen. Ihr Ausbau dauerte noch bis in die 1920er Jahre. Sie führt in Nordost-Südost-Richtung rechtwinklig abgeknickt von der Hellersdorfer bis zur Heinrich-Grüber-Straße. | |
| Bausdorfstraße (Lage)          | 0990                                         | Bausdorf, alteingesessene Kossäten- und Bauernfamilie, die sich im 19. Jahrhundert um die Entwicklung des Bereichs Kaulsdorf / Mahlsdorf verdient gemacht hat                                    | vor 1910                     | Die Bausdorfstraße verläuft nördlich des Bahndamms zwischen Heinrich-Grüber-Straße und Lohengrinstraße und setzt sich in Mahlsdorf als Wodanstraße fort. In Mahlsdorf gibt es eine gleichnamige Straße, die östlich des Hultschiner Damms bis zur Pilgramer Straße in Süd-Mahlsdorf verläuft. | Blick in die Bausdorfstraße von der Heinrich-Grüber-Straße aus                                                                   |
| Bergedorfer Straße (Lage)      | 2530 (im Ortsteil)                           | Bergedorf, Stadtteil von Hamburg | 16. Mai 1938                 | Der Straßenzug ist in zwei Abschnitten entstanden und trug zuerst die Namen Fasanenstraße (Juli 1909–1938) sowie Heinrich-Heine-Straße (1920–1938). Er verläuft in leicht gebogener West-Ost-Führung, beginnt An der Wuhle, überschreitet an der Seebadstraße die Grenze zum Ortsteil Mahlsdorf und endet dort am Hultschiner Damm. Der Hausnummernbereich 94–124 gehört zu Kaulsdorf. | |
| Birkenstraße (Lage)            | 800                                          | Birke, einheimischer Laubbaum | 17. Juli 1909                | Die Birkenstraße ist ein in Nordost-Südwest-Führung zwischen Eschenstraße und Sadowastraße verlaufender Verkehrsweg im Bereich Kaulsdorf-Süd. | |
| Bismarcksfelder Straße (Lage)  | 090 (im Ortsteil)                            | Bismarcksfelde, Ort in der Provinz Posen, seit 1920 Wiktorowo, Ortsteil von Buk in Polen | 7. Jan. 1928                 | Sie hieß zuerst Straße 10 und gehörte zu Köpenick. 1938 kam sie zum Bezirk Lichtenberg und um 1975 zum damaligen Bezirk Berlin-Marzahn. Der Hauptteil dieser Straße liegt am Westufer der Wuhle im Ortsteil Biesdorf. Das kurze Stück in Kaulsdorf verläuft von der gleichnamigen Brücke bis zur Kaulsdorfer Straße in West-Ost-Richtung. | |
| Blumeneschenweg (Lage)         |                                              | Blumenesche, Ölbaumgewächs | 3. Apr. 2023                 | Die Privatstraße liegt in einem 2020–2023 in Holzbauweise errichteten Wohnquartier. Sie verläuft zwischen Franzburger Straße und Münsterberger Weg. | |
| Bredereckstraße (Lage)         | 0420                                         | Bredereck, alteingesessene Bauernfamilie, die bis in das Jahr 1796 in Kaulsdorf aktenkundig ist und sich um die Entwicklung des Dorfes verdient gemacht hat                                      | 17. Juli 1909                | Die Straße verbindet die Giesestraße (Nordost) mit der Bausdorfstraße (Südwest) und liegt im Bereich Kaulsdorf-Nord. | Ansicht von der Giesestraße aus                                                                                                  |
| Briesener Weg (Lage)           | 2070 (im Ortsteil)                           | Briesen, Stadt in Westpreußen, seit 1920 Wąbrzeźno in Polen | 11. Mai 1938                 | Bei der Erstanlage um 1906 hieß der Weg Friedrichstraße nach Friedrich II., König von Preußen, und lag im Dorf Mahlsdorf. Die Grundstückgrenzen auf der westlich gelegenen Straßenseite bilden die Ortsteilgrenze zwischen Kaulsdorf und Mahlsdorf. Der Weg verbindet die Hönower mit der Wodanstraße. Sein nördlicher Beginn verläuft etwa 80 Meter in Ost-West-Richtung und knickt dann südwestlich ab. Zu Kaulsdorf gehören die Grundstücke mit den ungeraden Grundstücksnummern 1 bis 177. | |
| Brodauer Straße (Lage)         | 0490                                         | Brodau, Ort in Ostpreußen, seit 1920 Brodowo in der Landgemeinde Iłowo-Osada in Polen | 11. Mai 1938                 | Ende des 19. Jahrhunderts angelegt, hieß sie zuerst Bahnhofstraße. Sie führt vom Südbereich des Bahnhofs Kaulsdorf (Heinrich-Grüber-Platz) in südwestliche Richtung bis zur Dorfstraße. Entlang dieser Straße befindet sich auf der Nordseite das Stadtteilzentrum des Vereins zur Integration Behinderter (Mittendrin e. V.) und an der Ecke Münsterberger Weg das Park-Hotel Schloss Kaulsdorf. Ein Wohnhaus aus dem Jahr 1890 (Hausnummer 32) steht unter Denkmalschutz. | Blick in die Brodauer Straße von der Dorfstraße aus                                                                              |
| Buchenstraße (Lage)            | 0350                                         | Buche, einheimischer Laubbaum | 17. Juli 1909                | Sie verläuft in Nordost-Südwest-Richtung zwischen Bergedorfer und Jägerstraße im Bereich Kaulsdorf-Süd. | |
| Büllinger Straße (Lage)        | 0180                                         | Büllingen, deutschsprachige Gemeinde in Belgien | 11. März 1937                | Zuerst war es die Straße 21. Sie verbindet die Anton-von-Werner-Straße (Nordosten) mit der Honsfelder Straße (Südwesten). Hier befindet sich eine größere Gärtnerei. | |
| Burggrafenstraße (Lage)        | 0370 (im Ortsteil)                           | Burggraf, Amt im Lehnswesen des Mittelalters | 27. Juli 1906                | Die Burggrafenstraße verläuft zwischen Ernst-Haeckel-Straße und Briesener Weg und setzt sich bis zur Florastraße im Ortsteil Berlin-Mahlsdorf fort. | |
| Chemnitzer Straße (Lage)       | 3620                                         | Chemnitz, Stadt in Sachsen | 8. Aug. 1935                 | Sie wurde zu Beginn des 19. Jahrhunderts als Cöpenicker Straße angelegt. Die Verbindungsstraße zwischen Kaulsdorf und Köpenick liegt im Bereich Kaulsdorf-Süd. Sie verläuft geradlinig nord-südwärts von Alt-Kaulsdorf bis zur Scharnauer Straße und setzt sich als Kaulsdorfer Straße fort. | Blick nordwärts Richtung Alt-Kaulsdorf                                                                                           |
| Damerauer Allee (Lage)         | 0420                                         | Damerau, Ort in Westpreußen, seit 1945 Dąbrowa, Ortsteil von Elbląg in Polen | 7. Jan. 1928                 | Um 1920 wurde die Allee zunächst als Straße 18a angelegt. Ihre Trassierung wurde mehrfach geändert. Sie verläuft von An der Wuhle bis zur Kaulsdorfer Straße in Nordwest-Südost-Richtung. | |
| Deutschhofer Allee (Lage)      | 0680                                         | Deutschhof, Ort in der Provinz Posen, seit 1920 Namysłaki in Polen | 5. Apr. 1934                 | Zuerst war es die Straße 21 im Siedlungsgebiet Köpenick-Nord. Die Allee führt von An der Wuhle in südöstlicher Richtung bis zur Feuersteiner Straße. Von dort setzt sie sich noch etwa 60 Meter bis an den Waldrand der Dammheide fort. | |
| Dorfstraße (Lage)              | 0800                                         | Straße im Zentrum des Dorfes Kaulsdorf | 5. Apr. 1934                 | Sie bildet die Verbindung zwischen dem Münsterberger Weg am Friedhof Kaulsdorf und der Straße Alt-Kaulsdorf. Südlich setzt sie sich als Chemnitzer Straße fort. Im südlichen Drittel bildet sie den ehemaligen Dorfanger, in dessen Zentrum die Dorfkirche Kaulsdorf steht. In derselben Straße befindet sich seit den 2000er Jahren auf dem Gelände des einzigen hier erhaltenen Dreiseithofs die Johannische Kirche. Entlang der Straße gibt es zahlreiche Baudenkmale. | Schilkin in der Dorfstraße · Der Friedhof am nördlichen Ende der Dorfstraße                                                      |
| Doßstraße (Lage)               | 0160                                         | Max Doß (1857–1916), Kommunalpolitiker und Gerichtsassistent in Kaulsdorf | ab 1910 (1922)               | Sie verbindet die Heinrich-Grüber-Straße mit der Stöwestraße in Nordwest-Südost-Führung. | |
| Drausnitzer Straße (Lage)      | 0300                                         | Drausnitz, Ort in Westpreußen, seit 1920 Drożdzienica in der Landgemeinde Kęsowo in Polen | 5. Apr. 1934                 | Zwischen 1910 und 1922 wurde ein Abschnitt als Wiesenstraße angelegt. Später verlängerte man sie um die Straße 22 und vereinigte beide zur Drausnitzer Straße. Sie führt von der Lindenstraße (Nordwest) zur Falkstätter Straße (Südost). | |
| Druschiner Straße (Lage)       | 0230 (im Ortsteil)                           | Druschin, Ort in Westpreußen, seit 1920 Drużyny, Ortsteil der Landgemeinde Bobrowo in Polen | 16. Aug. 1928                | Der als Straße 18 angelegte Verkehrsweg sollte von der Kaulsdorfer Straße südostwärts führen. Die spätere Druschiner Straße beginnt jedoch erst als Sackgasse in einer Siedlung südlich der Dammheide, kreuzt die Feuersteiner Straße und etwa 60 Meter südöstlich die Ortsteilgrenze zu Köpenick. Dort endet sie an der Egersfelder Allee. | |
| Eichenstraße (Lage)            | 0850                                         | Eiche, einheimischer Laubbaum | 17. Juli 1909                | Sie verbindet die Eschenstraße (Nordost) mit der Seebadstraße (Südwest) im Bereich Kaulsdorf-Süd. | |
| Eichhornstraße (Lage)          | 0160                                         | Hermann von Eichhorn (1848–1918), preußischer Generalfeldmarschall | 17. Juli 1909                | Die bereits zu Lebzeiten Eichhorns benannte Straße verläuft zwischen Eschenstraße (Nord) und Birkenstraße (Süd). | |
| Elsenborner Weg (Lage)         | 0210                                         | Elsenborn, Ortsteil der deutschsprachigen Gemeinde Bütgenbach in Belgien | 8. März 1935                 | Zuerst hieß der Verkehrsweg Dürerstraße nach dem Maler Albrecht Dürer und wurde um 1920 angelegt. Der Weg verläuft in Nord-Süd-Richtung zwischen Habsheimer Straße und Hirsinger Straße. | |
| Elsenstraße (Lage)             | 0260                                         | Else, alte Bezeichnung für Erle, Laubbaumart | 17. Juli 1909                | Diese Elsenstraße liegt in Kaulsdorf-Süd und verbindet die Eichenstraße mit der Seebadstraße in gerader Führung. | |
| Erich-Knauf-Weg (Lage)         | 0240                                         | Erich Knauf (1895–1944), Journalist, Schriftsteller und Liedtexter; Opfer des Nationalsozialismus                                                                                                | 11. Juli 2015                | Die Straße liegt in der Neubausiedlung Heinrich-Wohnpark und zweigt von der Heinrich-Grüber-Straße ab. | |
| Ernst-Haeckel-Straße (Lage)    | 1190                                         | Ernst Haeckel (1834–1919), Zoologe | 17. Juli 1909                | Die Straßenbenennung erfolgte bereits zu Lebzeiten des Gelehrten. Sie liegt im Bereich Kaulsdorf-Nord, beginnt im Nordosten als Verlängerung des Randweges und endet im Südwesten an der Wernerstraße. Die Ernst-Haeckel-Straße tangiert das 1991 stillgelegte Werner-Bad. | |
| Eschelberger Weg (Lage)        | 0430                                         | Eschelberg, Gemeinde in Oberösterreich | 8. März 1935                 | Der Verkehrsweg entstand durch Zusammenlegung der früheren Lerchenstraße (nach 1910–1935) und der Schützenstraße (1909–1935). Er verbindet An der Wuhle ostwärts mit der Chemnitzer Straße. | |
| Eschenstraße (Lage)            | 0610 (im Ortsteil)                           | Esche, Laubbaum | 1. Jan. 1922                 | Die Eschenstraße wurde 1922 geplant, bis 1926 fertig angelegt, und verbindet die Heerstraße mit der Roedernstraße in Mahlsdorf. Sie beginnt an der Birkenstraße und endet in Kaulsdorf an der Ortsteilgrenze in Höhe der Seebadstraße. Sie ist nur auf der Südseite bebaut. | Eschenstraße, Ecke Waldstraße |
| Falkstätter Straße (Lage)      | 0620                                         | Falkstätt, Ort in der Provinz Posen, seit 1920 Chocicza, Ortsteil der Landgemeinde Nowe Miasto nad Wartą in Polen                                                                                | 7. Jan. 1928                 | Bei der Erstanlage hieß sie Straße 28. Sie führt viertelkreisförmig westlich der Kaulsdorfer Straße um die Ausläufer der Dammheide herum und endet an der Damerauer Allee. | |
| Feierabendweg (Lage)           | 0140                                         | Feierabend | 13. Dez. 1934                | Um 1925 wurde er als Weg D angelegt. Später erhielt er den Namen deshalb, weil es der „letzte Weg“ in der Vorstädtischen Kleinsiedlung (Stadtrandsiedlung) Hellersdorf war. Er verläuft südlich des Roßweiner Rings im Ortsteil Hellersdorf (Nordost) bis zum Schleipfuhlweg (Südwest) im Bereich Kaulsdorf-Nord. | |
| Ferdinandstraße (Lage)         | 0540                                         | Ferdinand, männlicher Vorname | 17. Juli 1909                | Die Ferdinandstraße wurde – wie andere Straßen in diesem Bereich – bevorzugt nach männlichen deutschen Vornamen bezeichnet. Sie verläuft von der Planitzstraße ostwärts bis zur Franzburger Straße. | |
| Feuersteiner Straße (Lage)     | 0290                                         | Feuerstein, Ort in der Provinz Posen, seit 1920 Krzemieniewo in Polen | 7. Jan. 1928                 | Zuerst war es die Straße 27. Sie führt in Nordost-Südwest-Richtung von der Deutschhofer Allee zur Kaulsdorfer Straße. | |
| Fichtenstraße (Lage)           | 0300                                         | Fichte, einheimischer Nadelbaum | nach 1910                    | In der Erstschreibung auch Fichtestraße genannt (ohne „n“). Sie beginnt als Sackgasse nördlich der Bergedorfer Straße und endet an der Ulmenstraße. | |
| Finkelsteinstraße (Lage)       | 0150                                         | Heinrich Finkelstein (1865–1942), Kinderarzt, Verfolgter des Naziregimes | 13. März 1992                | Die Straße liegt in einem Neubaugebiet nördlich der Wernerstraße und verbindet die Heinrich-Grüber-Straße mit dem Ohserring. Sie erhielt ihren Namen im November 1989, amtlich wurde er erst drei Jahre später festgeschrieben. | |
| Finkenstraße (Lage)            | 0360                                         | Fink, Singvogel | 17. Juli 1909                | Sie verbindet – als südliche Fortsetzung der Adolf-Menzel-Straße – die Heerstraße mit der Jägerstraße im Bereich Kaulsdorf-Süd. | |
| Finkenwalder Weg (Lage)        | 0470                                         | Finkenwalde, Ort in Pommern, seit 1945 Zdroje in Polen | 9. Juni 1933                 | Zuerst (um 1925) war es die Straße 25. Der Weg führt von einem Rondell nördlich der Hamsterstraße südwestwärts bis Alt-Kaulsdorf. Nördlich setzt er sich als nicht bezeichneter Fußweg durch eine Grünanlage bis zum Wilhelmsmühlenweg fort. | |
| Finsterberger Straße (Lage)    | 0210                                         | Finsterbergen, Ortsteil der Stadt Friedrichroda in Thüringen | 1. Jan. 1922                 | Bereits bei ihrer Trassierung erhielt die Straße ihren konkreten Namen. Sie verbindet die Schmidtstraße mit der Heinrich-Grüber-Straße und besteht in ihrem nördlichen Abschnitt aus zwei getrennten Trassen, in deren Mitte ein Graben verläuft. | |
| Franzburger Straße (Lage)      | 0220                                         | Franzburg, Stadt in Mecklenburg-Vorpommern | 9. Juni 1933                 | Zuerst war es die Straße 23, die in der Planung zwischen Wilhelmsmühlenweg und Alt-Kaulsdorf verlaufen sollte. Auf einem noch unbebauten Gelände wurde 1942 zunächst ein Hilfslazarett angelegt, das nach dem Krieg zum Krankenhaus Kaulsdorf wurde (2016: Vivantes Klinikum Kaulsdorf). Die Projektierung einer durchgängigen Straße entfiel deshalb, so dass die 1933 umbenannte Straße vom Wilhelmsmühlenweg bis kurz hinter die Hamsterstraße führt. | |
| Franz-Jägerstätter-Weg (Lage)  | 0140                                         | Franz Jägerstätter (1907–1943), österreichischer Landwirt und Widerstandskämpfer; Opfer des Nationalsozialismus                                                                                  | 11. Juli 2015                | Die Straße liegt in der Neubausiedlung Heinrich-Wohnpark und führt von der Heinrich-Grüber-Straße zum Erich-Knauf-Weg. | |
| Georgstraße (Lage)             | 0190                                         | Georg, männlicher Vorname | 17. Juli 1909                | Die Querstraße des Mädewalder Wegs wurde – wie andere Querstraßen – bevorzugt mit einem männlichen Vornamen bezeichnet. Sie verläuft westwärts bis zur Adolfstraße. | |
| Gerdastraße (Lage)             | 0250                                         | Gerda, weiblicher Vorname | 9. Nov. 1926                 | Der Verkehrsweg im Bereich Kaulsdorf-Süd hieß zunächst Straße 32. Sie verbindet die Chemnitzer Straße mit der Waldenburger Straße. | |
| Giesestraße (Lage)             | 0720 (im Ortsteil)                           | Giese, alteingesessene Bauernfamilie in Kaulsdorf | 17. Juli 1909                | Sie verläuft in West-Ost-Richtung zwischen Zanderstraße und Briesener Weg und endet im Ortsteil Mahlsdorf am Jacques-Offenbach-Platz. An ihr befindet sich die Kirche St. Martin. | |
| Glauchauer Straße (Lage)       | 060 (im Ortsteil)                            | Glauchau, Stadt in Sachsen | 9. Juni 1987                 | Nur ein kleiner Teil (Hausnummern 19–22) dieser vorher nicht benannten Straße, im Süden beginnend an der Grottkauer Straße, gehört zu Kaulsdorf. Der nördliche Abschnitt liegt im Ortsteil Berlin-Hellersdorf und endet an der Nossener Straße. | Die Glauchauer Straße kurz vor der Ortsteilgrenze zu Hellersdorf                                                                 |
| Graubündener Straße (Lage)     | 0160                                         | Graubünden, Kanton in der Schweiz | 9. Nov. 1926                 | Zuerst war es die Straße 34, nichtamtlich auch Engelsstraße (nach Friedrich Engels) genannt. Sie verbindet im leichten Bogen verlaufend die Lassallestraße mit der Striegauer Straße. | |
| Grottkauer Straße (Lage)       | 0880                                         | Grottkau, Stadt in Oberschlesien, seit 1945 Grodków in Polen | 9. Nov. 1926                 | Zuerst war es die Straße 134. Sie setzt die Neue Grottkauer Straße in Hellersdorf (West) fort, beginnt an der Carola-Neher-Straße und endet an der Heinrich-Grüber-Straße (Ost). Dort setzt sie sich als Ingolstädter Straße in Richtung Osten fort. | Grottkauer / Ecke Heinrich-Grüber-Straße                                                                                         |
| Grüner-Hahn-Weg (Lage)         | 0170                                         | | 6. Apr. 2018                 | Dieser Weg ist der Haupterschließungsweg in Nord-Süd-Richtung der KGA Oberfeld, zu der die bereits vorher angelegten Straßen Am Bachrain, Am Wiesenhang und Im Augarten gehören. Er hieß bis 2018 Hauptweg. | Blick in die Privatstraße Grüner-Hahn-Weg; im Hintergrund die Schulgebäude in der Wernerstraße                                   |
| Gülzower Straße (Lage)         | 0400 (im Ortsteil)                           | Gülzow, Ort in Pommern, seit 1945 Golczewo in Polen | 9. Juni 1933                 | Sie wurde als Straße 90 angelegt. Die Gülzower Straße setzt die Altentreptower Straße aus Biesdorf fort. Sie erreicht Kaulsdorfer Gebiet in Höhe des Rügenwalder Weges und endet an der Heinrich-Grüber-Straße. Die Grundstücksgrenzen auf der Südseite bilden die Ortsteilgrenze zu Berlin-Hellersdorf. Auf Kaulsdorfer Gebiet befinden sich die Hausnummern 2–36 und 74. | |
| Güstrower Straße (Lage)        | 0540                                         | Güstrow, Stadt in Mecklenburg-Vorpommern | 9. Nov. 1926                 | Diese West-Ost-Straße beginnt an der Schönherrstraße, kreuzt die Ridbacher Straße und endet dann nach etwa 200 Metern als Sackgasse in einer Kleinsiedlung, die anfangs noch Ackerfläche war. Der Straßenzug entstand durch Zusammenlegung der Straßen 112 und 131. Inoffiziell verwendete man um 1920 auch den Namen Lilientalstraße nach Otto Lilienthal, dem Luftfahrtpionier. | |
| Gutenbergstraße (Lage)         | 0380                                         | Johannes Gutenberg (um 1400–1468), Erfinder des Buchdrucks | vor 1920                     | Die Straße beginnt nordwestlich an der Gülzower Straße und mündet südöstlich, unmittelbar am S-Bahnhof Kaulsdorf, in die Heinrich-Grüber-Straße. | |
| Habsheimer Straße (Lage)       | 0440                                         | Habsheim, Ort in Frankreich | 11. März 1937                | Zuerst hieß sie Straße 23. Sie verläuft in West-Ost-Richtung zwischen der Wuhle und der Adolf-Menzel-Straße. | |
| Hamannweg (Lage)               | 0380                                         | Emil Hamann (1868–1931), Gemeindevertreter in Kaulsdorf | nach 1942                    | Um 1920 wurde der Weg als Straße 22 projektiert; seinen konkreten Namen erhielt er bei der Fertigstellung. (Im Online-Adressbuch des Jahres 1943 ist der neue Name noch nicht enthalten.) Der Hamannweg verbindet die Stöwestraße in West-Ost-Richtung mit der Hosemannstraße und bildet die südliche Begrenzung der KGA Oberfeld. In Westrichtung gibt es eine fußläufige Verbindung bis zur Heinrich-Grüber-Straße. | |
| Hamsterstraße (Lage)           | 0570 (im Ortsteil)                           | Hamster, Nagetier | 27. Juni 1925                | Sie wurde als Straße 80 angelegt und nach ihrer Neubenennung 1933 um die frühere Straße 29 bis zur Franzburger Straße verlängert. Der geradlinige Weg, zu großen Teilen nur für Fußgänger, führt leicht nach Südost, liegt zwischen Franzburger Straße und Am Kornfeld und setzt sich im Ortsteil Mahlsdorf bis zum Frettchenweg fort. | |
| Hannsdorfer Straße (Lage)      | 0480                                         | Hannsdorf, deutscher Name der Stadt Hanušovice in Tschechien | 31. Juli 1947                | Zuerst trug sie die Namen Bülowstraße (1909–1938) nach dem Politiker Bernhard von Bülow und Billungstraße (1938–1947) nach Hermann Billung, Herzog von Sachsen. Sie liegt in Kaulsdorf-Nord und verbindet den Hamannweg in Nordost-Südwest-Führung mit der Bausdorfstraße. | |
| Heerstraße (Lage)              | 0820                                         | Heerstraße, Teil einer nicht verwirklichten strategischen Straße des deutschen Kaiserreichs | zwischen 1910 und 1920       | Sie verläuft in West-Ost-Richtung als Fortsetzung der Heesestraße in Biesdorf zwischen An der Wuhle und Waldstraße. Sie setzt sich als Eschenstraße fort. | |
| Heinrich-Grüber-Platz (Lage)   | 0110 × 30                                    | Heinrich Grüber (1891–1975), Pfarrer, Widerstandskämpfer | 21. Mai 2008                 | In den Platz südlich des S-Bahnhofs Kaulsdorf münden Heinrich-Grüber-Straße, Wilhelmsmühlenweg, Planitzstraße, Mädewalder Weg und Brodauer Straße. Er war zu Beginn des 20. Jahrhunderts ein Güterverladeplatz. Im Jahr 2008 wurde ein Kreisverkehr angelegt und der Platz anschließend benannt. | Heinrich-Grueber-Platz · Heinrich-Grüber-Platz von Süden; im hinteren Teil befindet sich eine Bronzebüste für den Namensgeber    |
| Heinrich-Grüber-Straße (Lage)  | 2350                                         | Heinrich Grüber (1891–1975), Pfarrer, Widerstandskämpfer | 24. Juni 1991                | Seit der Erstanlage im 19. Jahrhundert war es die Hönower Straße nach ihrer Richtung zum damaligen Dorf Hönow. Die Straße beginnt am Heinrich-Grüber-Platz südlich des S-Bahnhofs Kaulsdorf, verläuft zunächst in Nordwestrichtung und wird durch eine Brücke in U-Form über die Bahngleise geführt, die im Volksmund „Galgen“ heißt. Dann verläuft sie weiter in Nordostrichtung bis kurz hinter die Ingolstädter Straße und setzt sich im Ortsteil Hellersdorf als Jenaer Straße fort. Anlässlich des 100. Geburtstags von Heinrich Grüber wurde die Straße umbenannt. Hier im Ortsteil wirkte der Pfarrer von 1934 bis 1945 an der Dorfkirche Kaulsdorf. Mit seinem Büro Grüber unterstützte er den antifaschistischen Widerstand und half Verfolgten. In der Heinrich-Grüber-Straße 35 befindet sich der Polizeiabschnitt 63 der Direktion 6, zuständig für die Ortsteile Kaulsdorf, Mahlsdorf und Hellersdorf. | Heinrich-Grüber-Straße kurz vor der Grenze zum Ortsteil Hellersdorf                                                              |
| Hellersdorfer Straße (Lage)    | 0490 (im Ortsteil)                           | Richtung zum früheren Gut Hellersdorf | Aug. 1910                    | Die Straße beginnt im Süden an der Heinrich-Grüber-Straße, erreicht die Ortsteilgrenze an der Gülzower Straße und setzt sich in Hellersdorf nach Norden fort. Zu Kaulsdorf gehören die Hausnummern 1–35 (ungerade) und 8–26 (gerade). Unter dem Hausnummernbereich 25–35 hatte sich zum Anfang des 20. Jahrhunderts die Berliner Schützengesellschaft das ‚Schützenhaus‘ eingerichtet, das auch noch vorhanden ist. Außerdem gibt es einen Bereich für Kinder und Jugendliche mit der ‚Villa Pelikan‘ und einem Spielplatz. An der Ecke Heinrich-Grüber-Straße befindet sich ein in der Grundstückstiefe angelegter mehrteiliger Gebäudekomplex aus zweigeschossigen Flachbauten, der ab 1955 die ‚Höhere Schule der Volkspolizei der DDR‘ beherbergte. In den 1980er Jahren war hier das Wachkommando Missionsschutz stationiert, das für die Bewachung der diplomatischen Vertretungen in Ost-Berlin verantwortlich war. Nach 1990 gelangte das Areal in das Eigentum der Berliner Polizei, die hier ihren Polizeiabschnitt 63 für Hellersdorf, Kaulsdorf und Mahlsdorf eingerichtet hat (siehe Heinrich-Grüber-Straße). | Villa Pelikan |
| Hertwigswalder Steig (Lage)    | 0320                                         | Hertwigswalde, Ort in Niederschlesien, seit 1945 Doboszowice in Polen | 18. Okt. 1937                | Bei der Erstanlage um 1910 war es die Zeppelinstraße. Der Steig ist die Verbindung zwischen Gutenbergstraße (Südwesten) und Hellersdorfer Straße (Nordosten). | |
| Hirschpfad (Lage)              | 0400                                         | Hirsch, einheimische Rotwildart | 31. Mai 1951                 | Vom 17. Juli 1909 bis 1951 war es die Moltkestraße nach Helmuth von Moltke (1800–1891). Diese ganz im Süden des Ortsteils liegende Straße verläuft von der Dammheide im Westen bis zur Arndtstraße im Osten. | |
| Hirsinger Straße (Lage)        | 0310                                         | Hirsingen, deutscher Name der Gemeinde Hirsingue in Frankreich | 11. März 1937                | Zuerst war es die Straße 35 in Kaulsdorf-Süd. Sie beginnt als abgeknickte Fortsetzung der Lenbachstraße, kreuzt den Lammersdorfer Weg und endet an der Adolf-Menzel-Straße. | |
| Hirtschulzstraße (Lage)        | 0520                                         | Franz Hirtschulz (1852–1924), Unternehmer und Kommunalpolitiker | 17. Juli 1909                | Es handelt sich um die Erstbenennung der Straße, deren Verlauf etwas anders projektiert war. Auch an eine Umbenennung war zeitweilig gedacht. Der Verkehrsweg beginnt etwa 100 Meter westlich der Nentwigstraße und endet an der Ridbacher Straße. | |
| Hohenseeweg (Lage)             | 0170                                         | Hohensee, Ortsteil der Gemeinde Zemitz in Mecklenburg-Vorpommern | 1. Feb. 2001                 | Der Hohenseeweg liegt nördlich von Am Niederfeld und verbindet in West-Ost-Richtung die Steffenshagener Straße mit der Rosenhagener Straße Er erschließt die Südseite von Reihenwohnhäusern. | |
| Holbeinstraße (Lage)           | 0280                                         | Malerfamilie Hans Holbein der Ältere Hans Holbein der Jüngere | 12. Feb. 1920                | Die Straße liegt in Kaulsdorf-Süd. Sie beginnt etwa 100 Meter nördlich der Honsfelder Straße als Sackgasse und endet im Süden an der Habsheimer Straße. Zuerst wurde die Verlängerte Holbeinstraße bebaut, die dann später in die Holbeinstraße einbezogen wurde. | |
| Honsfelder Straße (Lage)       | 0290                                         | Honsfeld, Ortsteil der Gemeinde Büllingen in Belgien | 8. März 1935                 | Zuerst – ab zirka 1920 – war es die Kaulbachstraße nach dem Maler Wilhelm von Kaulbach. Sie beginnt an der Honsfelder Brücke über die Wuhle und endet an der Büllinger Straße. Die Fußgängerbrücke verbindet Kaulsdorf mit der Dramburger Straße im Ortsteil Biesdorf. | |
| Hornsteiner Weg (Lage)         | 0290                                         | Hornstein, Gemeinde im Burgenland in Österreich | 9. Juni 1933                 | In den 1920er Jahren wurde der Weg als Straße 31 angelegt. Er liegt in Kaulsdorf-Nord und verläuft von der Ostseite des Vivantes Klinikums Kaulsdorf in West-Ost-Richtung bis zur Straße Am Kornfeld. | |
| Hosemannstraße (Lage)          | 0440                                         | Adalbert Hosemann (1840–1906), Pastor in Biesdorf, zu dessen Pfarrsprengel auch die Dorfkirche Kaulsdorf gehörte                                                                                 | 17. Juli 1909                | Die Hosemannstraße verbindet den Hamannweg mit der Bausdorfstraße im Bereich Kaulsdorf-Nord. Sie setzt sich als Am Bachrain fort. | |
| Hugo-Distler-Straße (Lage)     | 0420                                         | Hugo Distler (1908–1942), Komponist | 13. März 1992                | Es handelt sich um eine nach der Wende angelegte Straße in Kaulsdorf-Nord. Sie nimmt zwischen Heinrich-Grüber-Straße (Westen) und Kraetkestraße (Osten) einen mehrfach abgeknickten Verlauf und erschließt ein erweitertes Wohnquartier. | |
| Im Augarten (Lage)             | 0400                                         | Aue, Garten | nach 1943                    | Die in den 1940er Jahren als Halbbogen angelegte Straße folgt in ihrem Verlauf, zusammen mit Am Bachrain und Am Wiesenhang, dem Kaulsdorfer Rohrpfuhlgraben. | |
| Ingolstädter Straße (Lage)     | 0660                                         | Ingolstadt, Stadt in Bayern | 9. Nov. 1926                 | Um 1905 wurde der Verkehrsweg als Straße 115 angelegt. Bei ihrer Neubenennung schrieb man sie zunächst Ingolstadter Straße (ohne ä). Sie verläuft in West-Ost-Richtung. Dabei setzt sie die Grottkauer Straße an der Heinrich-Grüber-Straße fort und endet etwa 50 Meter östlich der Ernst-Haeckel-Straße. Von dort an heißt sie Am Rosenhag. | |
| Iselbergplatz (Lage)           | 0120 × 60                                    | nach der gleichnamigen Straße | 11. Mai 1938                 | Der zuerst Hansaplatz genannte rechteckige Stadtplatz wurde in den 1920er Jahren angelegt. Im Lauf der Jahre hat man ihn durch Randbebauungen im westlichen Bereich bis zur Uckermarkstraße immer weiter verkleinert. Seine eigentliche Grünfläche im Osten ist nur noch etwa 120 × 40 Meter groß und wird von einem gesprengten Luftschutzbunker aus dem Zweiten Weltkrieg eingenommen. Daneben wurde die Fläche parzelliert und als ‚Kleingartenanlage am Iselbergplatz‘ zusammengefasst. Eine als Straße ausgelegte Begrenzung des Platzes heißt ebenfalls Iselbergplatz. | Iselbergplatz (=Straße) · Bunkerreste                                                                                            |
| Iselbergstraße (Lage)          | 0450                                         | Bergisel, Berg in Österreich | 11. Mai 1938                 | Bei der Anlage des Straßensystems um 1920 erhielt sie den Namen Hansastraße und erinnerte damit an die Geschichte der Hanse. Amtlich eingetragen wurde das 1926. Sie ist die östliche Fortsetzung der Peter-Huchel-Straße (Hellersdorf) und verläuft von der Ortsteilgrenze bis zur Schönherrstraße. | |
| Jägerstraße (Lage)             | 1160                                         | Jäger | 17. Juli 1909                | Die Straße verläuft zwischen Tieflandstraße und Hirschpfad in leicht abgeknickter West-Ost-Trassierung. Etwa 50 Meter nach der Kreuzung mit dem Hirschpfad endet sie als Sackgasse an der Dammheide. Der nach Südosten führende Straßenabschnitt ab der Kreuzung mit der Buchenstraße hieß bis 1920 inoffiziell Bismarckstraße nach dem Reichskanzler Otto von Bismarck. Im Mai 1926 bildete die Freiwillige Feuerwehr Kaulsdorf eine zweite Löschmannschaft für den Bereich Kaulsdorf-Süd und errichtete in der Jägerstraße 55–58 auf dem Gelände der Gaststätte ‚Jägerheim‘ ein Nebendepot. Der Standort wurde 1935 wieder aufgegeben. | Jägerstraße westlich der Chemnitzer Straße · Jägerstraße östlich der Chemnitzer Straße                                           |
| Jurek-Becker-Straße (Lage)     | 0150                                         | Jurek Becker (1937–1997), Schriftsteller, DDR-Dissident | 2. Dez. 2007                 | Die Straße in einem neu erschlossenen Wohngebiet hat einen U-förmigen Verlauf. Sie beginnt im Norden an der Büllinger Straße und endet im Süden in einer Sackgasse. | |
| Kainzstraße (Lage)             | 0170                                         | Josef Kainz (1858–1910), österreichischer Schauspieler | um 1920                      | Sie verbindet in Nord-Süd-Führung die Tolkmittstraße mit der Sudermannstraße. | |
| Karlsburger Weg (Lage)         | 0430                                         | Karlsburg, Gemeinde in Mecklenburg-Vorpommern | 11. Mai 1938                 | Er verläuft zwischen Oybinweg und Lindenstraße in gerader Nord-Süd-Führung und wurde im Jahr der Namensvergabe angelegt. | |
| Karlshafener Straße (Lage)     | 0140 (im Ortsteil)                           | Bad Karlshafen, Stadt in Hessen | 10. Mai 1951                 | Von ihrer Erstanlage 1909 bis zur Umbenennung war es die Viktoriastraße nach der deutschen Kaiserin Victoria. Die Straße beginnt als Sackgasse westlich des Briesener Weges und setzt sich nach Überschreiten der Ortsteilgrenze in Berlin-Mahlsdorf fort. | |
| Karlstraße (Lage)              | 0400                                         | Karl, männlicher Vorname | 17. Juli 1909                | Die Karlstraße verläuft in West-Ost-Richtung parallel zu Alt-Kaulsdorf zwischen Adolfstraße und Myslowitzer Straße. | |
| Kaulsdorfer Gärten (Lage)      | 090                                          | Berlin-Kaulsdorf | 14. Juni 2003                | Die Straße ist eine Sackgasse, die nördlich von der Heerstraße abzweigt. Sie wurde nach 2003 als Privatstraße angelegt. Sie folgt in etwa dem Verlauf der um 1930 angelegten Rubensstraße, die wegen fehlender Bebauung wieder eingezogen und als Ackerfläche genutzt worden war. | |
| Kaulsdorfer Straße (Lage)      | 1130 (im Ortsteil)                           | Berlin-Kaulsdorf | vor 1838                     | Sie ist ein Nord-Süd-Straßenzug, der sich im Norden als Chemnitzer Straße fortsetzt und im Süden an den Ortsteil Berlin-Köpenick anschließt. Der Kaulsdorfer Abschnitt beginnt zwischen Linden- und Scharnauer Straße und endet an der Ortsteilgrenze südlich der Bismarcksfelder Straße. | |
| Kohlisstraße (Lage)            | 0190 (im Ortsteil)                           | Carl Kohlis-Kyffhausen (1857–1910), Berliner Hotelbesitzer, Schriftsteller | 23. Nov. 1907                | Mit der Straßenbenennung ehrte die Gemeinde Mahlsdorf Kohlis’ Engagement als Vorsitzender des Grundbesitzervereins Mahlsdorf-Süd. Die Straße setzt die Ulmenstraße in südöstlicher Richtung fort, beginnt kurz hinter der Einmündung der Sadowastraße und endet am Hultschiner Damm. Sie liegt auf voller Länge im Ortsteil Mahlsdorf. Zu Kaulsdorf gehören nur die Hausnummern 48–54, deren Grundstücksgrenzen zwischen Sadowa- und Arndtstraße die Ortsteilgrenze zwischen Kaulsdorf und Mahlsdorf bilden. | Kohlisstraße 48–54, Blickrichtung Süd                                                                                            |
| Königshütter Weg (Lage)        | 0410                                         | Königshütte, Stadt in Oberschlesien, seit 1922 Chorzów in Polen | 5. Apr. 1934                 | Der Weg wurde um 1920 als Straße 20 projektiert, aber erst in den späten 1930er Jahren bebaut. Er liegt zwischen Am Niederfeld (Norden) und Achardstraße (Süden) und führt als Rogauer Weg weiter. | |
| Kraetkestraße (Lage)           | 0600                                         | Reinhold Kraetke (1845–1934), Staatssekretär des Reichspostamtes | um 1910                      | Die Trasse verläuft in Nord-Süd-Richtung zwischen Heinrich-Grüber- und Wernerstraße. Zunächst schrieb man den Namen mit „ä“, also Krätkestraße. | |
| Kranoldstraße (Lage)           | 0500                                         | Viktor von Kranold (1838–1922), Präsident der Königlichen Eisenbahndirektion Berlin; unter anderem verantwortlich für die Errichtung eines Haltepunktes Mahlsdorf der Berlin-Küstriner Eisenbahn | 17. Juli 1909                | Die Kranoldstraße verläuft in West-Ost-Richtung zwischen Heinrich-Grüber- und Hosemannstraße. | |
| Kreppfuhlweg (Lage)            | 0130                                         | Krepp-Pfuhl, flaches Gewässer im Ortsteil | 13. Dez. 1934                | Es handelt sich um einen Erschließungsweg in der damaligen Vorstädtischen Kleinsiedlung (Stadtrandsiedlung) Hellersdorf, der um 1925 angelegt wurde und zunächst Weg B hieß. Er verläuft zwischen Randweg und Schleipfuhlweg. | |
| Lammersdorfer Weg (Lage)       | 0350                                         | Lammersdorf, Ortsteil der Gemeinde Simmerath in Nordrhein-Westfalen | 8. März 1935                 | Zuerst um 1910 als Rembrandtstraße nach dem Maler Rembrandt van Rijn bezeichnet, die gemäß dem Berliner Adressbuch noch 1930 unbebaut war. Der Lammersdorfer Weg verläuft zwischen Habsheimer Straße (Nord) und Heerstraße (Süd). Dort setzt er sich als An der Wuhle fort. | |
| Landréstraße (Lage)            | 0280                                         | Gebrüder Landré (Charles Adolphe, 1828–1892 und Jean Charles, 1833–1892), Berliner Brauereibesitzer                                                                                              | 17. Juli 1909                | Der Verkehrsweg verbindet die Giese- mit der Bausdorfstraße in Nordost-Südwest-Führung. | |
| Lassallestraße (Lage)          | 0530                                         | Ferdinand Lassalle (1825–1864), Präsident des Allgemeinen Deutschen Arbeitervereins | 9. Nov. 1926 und erneut 1947 | Bereits bei der Erstanlage in den 1920er Jahren hieß sie Lassallestraße. Am 25. Oktober 1933 wurde die Straße nach Erich Thimm († 1934), einem im damaligen Bezirk Lichtenberg aktiven Nationalsozialisten, in Thimmstraße benannt. Am 30. Juli 1947 erhielt sie ihren ursprünglichen Namen zurück. Die Straße verläuft zwischen Achard- und Mieltschiner Straße. | |
| Lassaner Straße (Lage)         | 0490                                         | Lassan, Stadt in Mecklenburg-Vorpommern | 9. Juni 1933                 | Als Straße 22 wurde sie nach 1920 geplant, aber erst um 1930 angelegt und auf der westlichen Seite schrittweise bebaut. Auf der Ostseite befinden sich eine Grünfläche und Freisportanlagen, die von der SG Stern Kaulsdorf genutzt werden. Die Lassaner Straße verläuft in Nord-Süd-Führung zwischen Am Niederfeld und Achardstraße; dort setzt sie sich als Striegauer Straße fort. | Lassaner Straße in Höhe des Sportkomplexes                                                                                       |
| Lehnestraße (Lage)             | 0520                                         | Lehne, Kaulsdorfer Bauernfamilie | 18. Okt. 1937                | Bei der Erstanlage 1909 wurde der Verkehrsweg Buddestraße nach dem General und Unternehmer Hermann von Budde genannt. Die Einbeziehung der Buddestraße in die bereits zuvor bestehende Lehnestraße führte zu deren Verlängerung. Die Straße befindet sich in Kaulsdorf-Nord und verbindet die Hirtschulz- mit der Bausdorfstraße in Nord-Süd-Führung. | |
| Lenbachstraße (Lage)           | 1100                                         | Franz von Lenbach (1836–1904), Maler | 17. Juli 1909                | Die Straße verläuft im sanften Bogen und folgt damit dem Lauf der Wuhle. Sie verbindet die Chemnitzer Straße mit der Hirsinger Straße. In Mahlsdorf gibt es ebenfalls eine Lenbachstraße nach dem gleichen Namensgeber, die aber beide nicht miteinander verbunden sind. | |
| Leopoldstraße (Lage)           | 0240                                         | Leopold, männlicher Vorname | 17. Juli 1909                | Sie verbindet als West-Ost-Trasse die Planitz- mit der Myslowitzer Straße im Bereich Kaulsdorf-Nord. | Leopoldstraße im Bereich der Planitzstr.                                                                                         |
| Lindenstraße (Lage)            | 1000 (im Ortsteil)                           | Linde, einheimischer Laubbaum | 5. Apr. 1934                 | Sie verläuft west-östlich von der Zimmermannstraßenbrücke über die Wuhle (in Fortsetzung der Zimmermannstraße in Berlin-Biesdorf) über die Chemnitzer Straße hinweg und führt bis zur Birkenstraße. | |
| Lohengrinstraße (Lage)         | 070 (im Ortsteil)                            | Lohengrin, Oper von Richard Wagner | um 1910                      | Die Lohengrinstraße ist eine Stichstraße südwärts der Bausdorfstraße bis zur S-Bahn-Trasse. Die Straße liegt in Berlin-Mahlsdorf, das Grundstück Nr. 1 auf der Westseite gehört zu Kaulsdorf. | |
| Ludwig-Turek-Straße (Lage)     | 090                                          | Ludwig Turek (1898–1975), Schriftsteller und Widerstandskämpfer | 29. März 2005                | Die Ludwig-Turek-Straße ist eine kurze Verbindungsstraße zwischen Tolstoi- und Reißigerstraße im Bereich Kaulsdorf-Nord. Bei der Anlage des Straßensystems um 1930 war hier der Platz V, der 2004 den Namen Ludwig-Turek-Platz erhielt. Ein Jahr später wurde die nördlich des Platzes verlaufende Straße so bezeichnet. Einen Hinweis auf den Platznamen gibt es nicht mehr, obwohl er immer noch vorhanden ist. | Ludwig-Turek-Straße und Park (linker Bildrand)                                                                                   |
| Mädewalder Weg (Lage)          | 0690                                         | Mädewald, Ort in Ostpreußen, seit 1920 Usėnai in Litauen | 11. Mai 1938                 | Bei der Erstanlage 1909 hieß der Weg Wilhelmstraße nach dem männlichen Vornamen. Er verläuft in Nord-Süd-Richtung zwischen Heinrich-Grüber-Platz und Alt-Kaulsdorf. In seinem nördlichen Bereich steht das in den 1930er Jahren errichtete Postamt, das im Februar 2011 geschlossen wurde. Im Mädewalder Weg 21–23 hat die Freiwillige Feuerwehr seit 1965 ihr Dienstgebäude mit angegliederten Dienstwohnungen (unteres Bild). Nach ihrer Gründung am 18. Oktober 1907 hatte die Feuerwehr zunächst in der Dorfstraße am Anger ihren ersten Geräteschuppen. | Historisches Postgebäude im Mädewalder Weg, über den Heinrich-Grüber-Platz gesehen · Freiwillige Feuerwehr Kaulsdorf             |
| Markgrafenstraße (Lage)        | 060 (im Ortsteil)                            | Markgraf, Adelstitel im Mittelalter | 27. Juli 1906                | Die Markgrafenstraße beginnt etwa 60 Meter westlich des Briesener Weges als Fortsetzung der Wernerstraße, überschreitet am Briesener Weg die Ortsteilgrenze zu Mahlsdorf und endet dort an der Florastraße. Lediglich die Hausnummern 1 und 24 gehören zu Kaulsdorf. | Markgrafenstraße 1 und 24; recht Nr. 1, links Nr. 24; die Ortsteil-Schilder sind vom Tiefbauamt falsch gesetzt.                  |
| Mieltschiner Straße (Lage)     | 0880                                         | Mieltschin, Stadt in der Provinz Posen, seit 1920 Mielżyn in Polen | 9. Nov. 1926                 | Der West-Ost-Straßenzug verläuft zwischen Adolf-Menzel- und Waldenburger Straße und setzt sich bis zum Grundstück Nr. 67 fort. Dort befindet sich das denkmalgeschützte Wasserwerk Kaulsdorf aus dem Jahr 1916 (siehe Bild). Bei der Anlage hieß der Verkehrsweg Straße 33. Nur der westliche Abschnitt erhielt 1926 den Namen Mieltschiner Straße. Der östliche Abschnitt, inoffiziell als Marxstraße nach Karl Marx bezeichnet, kam am 10. März 1937 als Verlängerung zur Mieltschiner Straße hinzu. | |
| Mosbacher Straße (Lage)        | 0740                                         | Mosbach, Stadt in Baden-Württemberg | 9. Nov. 1926                 | Die Mosbacher Straße verläuft als Verlängerung des Möwenwegs (Ortsteil Biesdorf) von der Mosbacher Brücke über die Wuhle ostwärts über die Chemnitzer bis zur Lassaner Straße. Bei der Erstanlage war es die Straße 39, nichtamtlich auch als Forckenbeckstraße bezeichnet. Die östliche Verlängerung, mit einem kleinen Versatz am Reetzer Weg beginnend, wurde am 9. Juni 1933 in die Mosbacher Straße einbezogen. | |
| Mühltaler Straße (Lage)        | 030 (im Ortsteil)                            | Mühltal, Ort in der Provinz Posen, seit 1920 Bydgoszcz-Smukała in Polen | 7. Jan. 1928                 | Sie hieß zunächst Straße 17 und verläuft in Nordwest-Südost-Richtung zwischen Feuersteiner und Semliner Straße (und damit größtenteils im Ortsteil Köpenick). Nur die Hausnummern 1 und 2 am nordwestlichen Ende gehören zu Kaulsdorf. | |
| Münsterberger Weg (Lage)       | 1600 (im Ortsteil)                           | Münsterberg, Stadt in Niederschlesien, seit 1945 Ziębice in Polen | 9. Juni 1933                 | Ein Abschnitt hieß zuerst Breite Straße, ein weiterer Joachimstraße und ein dritter Marienburger Straße. Nach der 1926 erfolgten Ausweitung in beide Richtungen erhielt der neue Verkehrsweg 1933 seinen Namen. Er verläuft von der Dorfstraße im Nordwesten über die Ortsteilgrenze zu Berlin-Mahlsdorf an der Straße Am Kornfeld bis zur Neuenhagener Straße. Streckenweise ist die Straße nur ein Fuß- und Radweg, so zwischen Brodauer Straße und Mädewalder Weg, zwischen Planitz- und Myslowitzer Straße sowie zwischen Gielsdorfer und Neuenhagener Straße. An der Ecke Brodauer Straße steht das Park-Hotel Schloss Kaulsdorf (unteres Bild). Im Karree Myslowitzer Straße, Münsterberger Weg, Finkenwalder Weg und Alt-Kaulsdorf befindet sich das Gelände des Vivantes Klinikums Kaulsdorf. | Nach 1945 konnten Einrichtungen des Krankenhauses als Babybadeanstalt genutzt werden. · Ehem. Schloss Kaulsdorf                  |
| Münsterwalder Straße (Lage)    | 0130                                         | Münsterwalde, Stadt in Westpreußen, seit 1920 Opalenie in Polen | 7. Jan. 1928                 | Sie wurde um 1925 als Straße 23 angelegt und befindet sich im Bereich Kaulsdorf-Süd. Sie verbindet die Scharnauer mit der Falkstätter Straße in Nordwest-Südost-Führung. | |
| Myslowitzer Straße (Lage)      | 0730                                         | Myslowitz, Stadt in Oberschlesien, seit 1922 Mysłowice in Polen | 9. Juni 1933                 | Bei der Erstanlage 1909 war sie ein Teil der Friedrichstraße (benannt nach dem männlichen Vornamen Friedrich). Sie führt vom Wilhelmsmühlenweg einmal leicht abgeknickt bis Alt-Kaulsdorf in Nord-Süd-Richtung. Auf der Ostseite befindet sich das Gelände des Vivantes Klinikums Kaulsdorf. | |
| Nentwigstraße (Lage)           | 0440                                         | Paul Nentwig († 1935), Unternehmer, beeinflusste maßgeblich die Parzellierung und Erschließung von Kaulsdorf-Nord, betrieb in der Giesestraße das Gartenlokal ‚Zum wilden Eber‘                  | 17. Juli 1909                | Die Straße verläuft zwischen Wernerstraße und Giesestraße in gerader Nordost-Südwest-Führung. Bei ihrer Anlage war sie kürzer, in den 1920er Jahren legte man die Verlängerte Nentwigstraße an, die später eingegliedert wurde. | |
| Norastraße (Lage)              | 0170                                         | Nora, weiblicher Vorname | 9. Nov. 1926                 | Bei der Erstanlage hieß sie Straße 31, die nichtamtlich auch als Caprivistraße geführt wurde. Sie verläuft von der Chemnitzer bis zur Waldenburger Straße. Ihre Erstbebauung bis um 1945 umfasste zunächst einige Sommerhäuser. | Norastraße von der Chemnitzer Straße aus gesehen                                                                                 |
| Nordheimer Straße (Lage)       | 0250                                         | Nordheim, Gemeinde in Frankreich | 7. Jan. 1928                 | Um 1920 wurde sie als Straße 20 projektiert und bis 1922 angelegt. Auf den amtlichen Plänen ist sie erst seit 1926 eingetragen. Sie bildet die südliche Verlängerung von Am Birkenwerder und verbindet die Lindenstraße mit der Falkstätter Straße in Nord-Süd-Richtung. | |
| Ohserring (Lage)               | 0310                                         | Erich Ohser (1903–1944), Karikaturist, Widerstandskämpfer gegen das NS-Regime | 13. März 1992                | Der Ohserring ist eine halbkreisförmige Straße in einem neu gebauten Wohnviertel, die nördlich von der Wernerstraße abzweigt. In seinem Zentrum steht ein Schulkomplex. | Ohserring |
| Oybinweg (Lage)                | 0130                                         | Oybin, Gemeinde in Sachsen | 11. März 1937                | Der kurze West-Ost-Straßenzug wurde um 1930 als Straße 33 projektiert, er verläuft zwischen An der Wuhle und Am Birkenwerder. | |
| Penkuner Weg (Lage)            | 0420                                         | Penkun, Stadt in Mecklenburg-Vorpommern | 9. Juni 1933                 | Er verläuft zwischen Am Niederfeld und Achardstraße in Kaulsdorf-Süd. Er wurde ab 1931 als Straße 21 angelegt und sollte ursprünglich bis zur Striegauer Straße geführt werden. | |
| Planitzstraße (Lage)           | 0510                                         | Ernst Edler von der Planitz (1857–1935), Schriftsteller | 25. Juli 1927                | Bei der Erstanlage im Jahr 1909 war es die Hermannstraße. Es handelt sich um die Verbindungsstraße zwischen dem Heinrich-Grüber-Platz südlich des S-Bahnhofs Kaulsdorf und der Myslowitzer Straße. | Planitzstraße etwa in der Mitte, südwärts                                                                                        |
| Pölitzer Straße (Lage)         | 0380                                         | Pölitz, Stadt in der Provinz Pommern, seit 1945 Police in Polen | 9. Juni 1933                 | Ab 1931 als Straße 24 geplant und bei ihrer beginnenden Bebauung in Pölitzstraße benannt. Sie verbindet den Wilhelmsmühlenweg mit dem Münsterberger Weg in Nord-Süd-Richtung. | |
| Rahnestraße (Lage)             | 0290                                         | Rahne, alteingesessene Kaulsdorfer Bauernfamilie | 17. Juli 1909                | Sie verläuft zwischen Hosemann- und Lehnestraße in West-Ost-Richtung in Kaulsdorf-Nord. | |
| Randweg (Lage)                 | 0240                                         | Stadtrand, Lagebeschreibung | 13. Dez. 1934                | Die Straße, zunächst als Weg C angelegt, bildet die Grenze zwischen den Ortsteilen Hellersdorf mit den dortigen Plattenbauten (nördlich) sowie Kaulsdorf mit Einfamilienhäusern (südlich). Bei seiner Anlage war er der begrenzende Weg in der Vorstädtischen Kleinsiedlung (Stadtrandsiedlung) Hellersdorf. | |
| Reetzer Weg (Lage)             | 0390 + 4 × 110                               | Reetz, Stadt in der Provinz Pommern, seit 1945 Recz in Polen | 9. Aug. 1929                 | Bei seiner Erstanlage um 1926 hieß der Verkehrsweg Naumannstraße. Er verbindet Am Niederfeld mit der Achardstraße. Zwischen ihm und dem parallel verlaufenden Königshütter Weg gibt es vier Querstraßen, die zum Reetzer Weg gehören und die ungeraden Hausnummern 3–67 tragen. Die geraden Hausnummern dieses Weges liegen auf der westlichen Straßenseite. | |
| Reißigerstraße (Lage)          | 0360                                         | Carl Gottlieb Reißiger (1798–1859), Kapellmeister und Komponist | 16. Mai 1938                 | Sie wurde nach 1930 als südliche Fortsetzung des Krepppfuhlweges angelegt und verbindet den Schleipfuhlweg mit der Sudermannstraße. Sie ist zwischen Am Lupinenfeld und Tolkmittstraße durch ein in den 2010er Jahren errichtetes Wohngebiet unterbrochen. – Ihre Erstschreibweise war Reissigerstraße (mit „ss“). | |
| Ridbacher Straße (Lage)        | 1670                                         | Ridbach, Ort in Ostpreußen; seit 1945 Rzeck, Gmina Biskupiec, in Polen | 18. Okt. 1937                | Zuerst waren es die Mahlsdorfer Straße in Kaulsdorf (vor 1838–1937) und die Hellersdorfer Straße in Mahlsdorf (1902–1937). Die Ridbacher Straße beginnt im Norden an der Grottkauer Straße. An der Einmündung der Slabystraße schwenkt sie leicht nach Südosten. Die Straße überschreitet am Briesener Weg die Ortsteilgrenze zu Mahlsdorf und endet dort am Jacques-Offenbach-Platz. | Ridbacher Straße Einmündung Tschudistraße                                                                                        |
| Ringstraße (Lage)              | 0340                                         | Ringstraße, Art der Straßenführung | zwischen 1911 und 1920       | Die Straße verläuft in Nordost-Südwest-Führung leicht gebogen zwischen Wallstraße und Waplitzer Straße und endet als Sackgasse. | |
| Robert-Koch-Straße (Lage)      | 0460                                         | Robert Koch (1843–1910), Arzt | zwischen 1910 und 1920       | Sie liegt in Kaulsdorf-Nord und verbindet in West-Ost-Führung die Kraetkestraße mit der Ernst-Haeckel-Straße. | |
| Rogauer Weg (Lage)             | 0170                                         | Rogau, Ort in Oberschlesien, seit 1945 Rogi in Polen | 8. März 1935                 | Der Weg wurde bereits um 1910 projektiert, später als Straße 34 in die Pläne eingetragen. Er zweigt südwestwärts von der Achardstraße ab, macht einen leichten Schwenk noch Südost und mündet in die Striegauer Straße. | |
| Rosenhagener Straße (Lage)     | 0250 (N-S) +160 (W-O)                        | Rosenhagen, Ortsteil der Gemeinde Bugewitz in Mecklenburg-Vorpommern | 1. Feb. 2001                 | Die Straße zweigt als Sackgasse von Am Niederfeld nordwärts ab. | |
| Rudolf-Virchow-Straße (Lage)   | 0230                                         | Rudolf Virchow (1821–1902), Arzt | zwischen 1910 und 1920       | Die Rudolf-Virchow-Straße ist ein gerader Straßenzug zwischen Kraetkestraße (West) und Ridbacher Straße (Ost). | |
| Rügenwalder Weg (Lage)         | 0460                                         | Rügenwalde, Stadt in der Provinz Pommern, seit 1945 Darłowo in Polen | 9. Juni 1933                 | Der Verkehrsweg war nach 1926 als Straße 6 projektiert und verläuft von der Nordseite der Bahntrasse in West-Ost-Richtung bis zur Gutenbergstraße durch ein Kleinsiedlungsgebiet. Er hat dabei mehrere nord- und südwärtige Erschließungsarme. | Bild gesucht BW |
| Sadowastraße (Lage)            | 0650                                         | Sadowa, Ort in Tschechien, bekannt durch die Schlacht bei Königgrätz im Jahr 1866 | 17. Juli 1909                | Die Straße wurde nach ihrer Richtung zur ehemaligen Kolonie (Kleingartenanlage) „Neu-Sadowa“ in Biesdorf-Süd benannt, die ihren Namen von dem Schlachtenort herleitete. Die Sadowastraße liegt ganz im Süden von Kaulsdorf und führt von der Waldstraße nordostwärts bis zur Ulmenstraße. | |
| Scharnauer Straße (Lage)       | 0400                                         | Scharnau, Ort in Westpreußen, seit 1920 Czarnowo, Ortsteil der Landgemeinde Zławieś Wielka in Polen                                                                                              | 16. Aug. 1928                | Die Straße wurde 1922 projektiert, 1926 erhielt sie die Bezeichnung Straße 26. Sie führt von der Drausnitzer Straße (W) bis über die Kaulsdorfer Straße hinweg, wo sie einen Knick nach Süden macht. Ostwärts setzt sie sich als Seebadstraße fort. | |
| Schleipfuhlweg (Lage)          | 0400 (im Ortsteil)                           | Schleipfuhl, Gewässer, zu dem der Weg führt | 13. Dez. 1934                | Der zuerst als Weg A bezeichnete Schleipfuhlweg ist ein Erschließungsweg in der damaligen Vorstädtischen Kleinsiedlung (Stadtrandsiedlung) Hellersdorf ostwärts des Schleipfuhls. Er beginnt als Sackgasse westlich des Krepppfuhlweges und verläuft in West-Ost-Richtung bis über die Ernst-Haeckel-Straße hinaus. Nach einem Knick nach Norden führt er als Feierabendweg weiter. | |
| Schmidtstraße (Lage)           | 0410                                         | Schmidt, alteingesessene Kaulsdorfer Bauernfamilie | zwischen 1911 und 1920       | Sie bildet die West-Ost-Verbindung von der Hellersdorfer Straße zur Stöwestraße. Der Straßenzug besteht aus drei früheren Abschnitten. Zwischen der späteren Heinrich-Grüber-Straße und Stöwestraße trug die Straße zunächst den nichtamtlichen Namen Bismarckstraße, seit etwa 1920 wurde sie zur Schmidtstraße. Der unbenannte Abschnitt zwischen Finsterberger und Heinrich-Grüber-Straße wurde 1922 in die Schmidtstraße einbezogen. Die Verlängerung bis zur Hellersdorfer Straße erfolgte erst später. | Schmidtstraße im mittleren Bereich                                                                                               |
| Schönherrstraße (Lage)         | 0430                                         | Karl Schönherr (1867–1943), österreichischer Schriftsteller | 9. Nov. 1926                 | Sie verbindet die Grottkauer mit der Heinrich-Grüber-Straße in gerader Nord-Süd-Führung. Angelegt wurde sie um 1910 und ab circa 1920 als Straße 125 geführt. | |
| Seebadstraße (Lage)            | 1140 (im Ortsteil)                           | früheres 'Seebad Königstal' (als KGA 'Werbellinbecken' an der Werbellinstraße in Mahlsdorf erhalten)                                                                                             | 17. Juli 1909                | Sie ist eine West-Ost-Straße als Fortsetzung der Scharnauer Straße. Sie beginnt etwas westlich der Waldstraße, führt mit zwei leichten Schwenks nach Nordosten bis zur Eschenstraße und bildet nördlich der Ulmenstraße einen Abschnitt der Ortsteilgrenze zu Berlin-Mahlsdorf. | |
| Senfkornweg (Lage)             | 0180                                         | | 6. Apr. 2018                 | Der Weg verläuft zwischen Am Bachrain und Hamannweg und hieß bis 2018 Mittelweg. | |
| Senziger Straße (Lage)         | 0200                                         | Senzig, Ortsteil von Königs Wusterhausen in Brandenburg | 23. Okt. 1986                | Die Straße entstand im Zusammenhang mit der Errichtung von 14 neuen Reihenhäusern und deren Verkehrsanbindung. Sie verbindet den Nordteil der Dorfstraße mit der Zernsdorfer Straße. | |
| Slabystraße (Lage)             | 0350                                         | Adolf Slaby (1849–1913), Elektrotechniker | zwischen 1911 und 1920       | Sie liegt im Bereich Kaulsdorf-Nord und verbindet die Ridbacher mit der Ernst-Haeckel-Straße. | |
| Steffenshagener Straße (Lage)  | 0170                                         | Steffenshagen, Gemeinde in Mecklenburg-Vorpommern | 1. Feb. 2001                 | Die Steffenshagener Straße zweigt nördlich von Am Niederfeld ab, knickt dann in östlicher Richtung ab und endet an der Rosenhagener Straße. Zwischen Steffenshagener Straße und Hohenseeweg wurden um 1995 drei Reihenwohnhäuser neu errichtet. | |
| Stepenitzer Weg (Lage)         | 0420                                         | Stepenitz, Ort in der Provinz Pommern, seit 1945 Stepnica in Polen | 9. Juni 1933                 | Er verläuft zwischen Wilhelmsmühlen- und Münsterberger Weg in Nord-Süd-Führung. Bei seiner Projektierung ab 1926 wurde er Straße 26 genannt. | |
| Stöwestraße (Lage)             | 0540                                         | Stöwe, alteingesessene Kaulsdorfer Grundbesitzerfamilie | 17. Juli 1909                | Die Stöwestraße verbindet geradlinig den Hamannweg mit der Bausdorfstraße. | |
| Straße 19 (Lage)               | 0170                                         | Nummerierung aus der Erstanlagezeit des Straßennetzes | um 1907                      | Sie liegt ganz im Süden des Ortsteils und führt von der Damerauer Allee in Nordost-Südwest-Richtung bis zur Buchenhainer Brücke über die Wuhle. Die Fußgängerbrücke verbindet Kaulsdorf mit der Buchenhainer Straße im Ortsteil Biesdorf. | Straße 19, von Osten gesehen |
| Straße 122 (Lage)              | 0120                                         | Nummerierung aus der Erstanlagezeit des Straßennetzes | um 1907                      | Sie verbindet die Ingolstädter Straße südwärts mit der Uslarer Straße. | |
| Strehlener Straße (Lage)       | 0270                                         | Strehlen, Stadt in Niederschlesien, seit 1945 Strzelin in Polen | 9. Nov. 1926                 | Sie verläuft zwischen Lassalle- und Striegauer Straße. Zuerst war es die zwischen 1910 und 1920 angelegte Straße 36, nichtamtlich um 1920 auch als Rosa-Luxemburg-Straße bezeichnet. | |
| Striegauer Straße (Lage)       | 0880                                         | Striegau, Stadt in Niederschlesien, seit 1945 Strzegom in Polen | 9. Nov. 1926                 | Sie verläuft in einem leichten Bogen als Verlängerung der Lassaner Straße von der Achardstraße südwestwärts bis zur Chemnitzer Straße. Zuerst war es die zwischen 1910 und 1920 angelegte Straße 49, nichtamtlich um 1920 auch als August-Bebel-Straße bezeichnet. | |
| Strindbergstraße (Lage)        | 0330                                         | August Strindberg (1849–1912), schwedischer Schriftsteller | 9. Nov. 1926                 | In der Planungsphase um 1910 war es die Straße 133, die bereits Strindbergstraße genannt wurde. Sie verbindet die Schönherrstraße (West) mit der Heinrich-Grüber-Straße (Ost). | |
| Sudermannstraße (Lage)         | 0900 (im Ortsteil)                           | Hermann Sudermann (1857–1928), Schriftsteller | nach 1910                    | Die Straße wurde um 1906 im Dorf Mahlsdorf angelegt und hieß dort bis 1937 Buddestraße. Die Verlängerung nach Kaulsdorf erfolgte erst ab 1910 und erhielt den eigenen Namen Sudermannstraße. Der Hausnummernbereich 1–52 gehört zu Kaulsdorf, die Nummern 53–150 zum Ortsteil Mahlsdorf. Sie beginnt an der Kraetkestraße im Osten, überquert am Briesener Weg die Ortsteilgrenze und endet in Mahlsdorf an der Landsberger Straße. | |
| Telemannweg (Lage)             | 0660                                         | Georg Philipp Telemann (1681–1767), Komponist | 16. Mai 1938                 | Zuerst war es die Straße 126. Am 9. November 1926 erhielt sie amtlicherseits den bereits zuvor verwendeten Namen Gustav-Mahler-Straße nach dem österreichischen Komponisten Gustav Mahler, wurde aber aufgrund dessen jüdischer Herkunft 1938 durch die Nationalsozialisten umbenannt. Sie verbindet heute die Grottkauer Straße südwestwärts mit der Heinrich-Grüber-Straße. | |
| Tieflandstraße (Lage)          | 0780                                         | Tiefland, historische Flurbezeichnung | 5. Apr. 1934                 | Sie verläuft zwischen Heerstraße und Lindenstraße, im Bereich der Bergedorfer Straße leicht östlich versetzt. | |
| Tolkmittstraße (Lage)          | 0500 +190                                    | Gustav Tolkmitt (1848–1900), Wasserbauingenieur | 16. Mai 1938                 | Bei seiner Erstanlage um 1920 hieß der Verkehrsweg Heinrich-Heine-Straße. Als eine Besonderheit ist am nördlichsten Straßenschild ein kleineres Schild angebracht, das auf die Umbenennung in der NS-Zeit verweist (unteres Bild). Die Tolkmittstraße ist eine West-Ost-Verbindung zwischen Ridbacher Straße und Ernst-Haeckel-Straße. Etwa auf halber Länge gibt es einen Nordarm, der mit Am Lupinenfeld verbunden ist. Von hier an bildet sie nordwärts ein umfangreiches mehrarmiges Wegenetz. Dieses Gebiet wurde erst nach 1990 erschlossen und mit Reihenhäusern bebaut. | Zusatzinformation auf dem Straßenschild zum früheren Namen                                                                       |
| Tolstoistraße (Lage)           | 0260                                         | Lew Tolstoi (1828–1910), russischer Schriftsteller | um 1920                      | Sie führt von der Tolkmittstraße bis zur Slabystraße. Die Tolstoistraße wurde nach dem russischen Schriftsteller benannt, allerdings zunächst in der Schreibweise Tolstoy (mit y). | Tolstoistraße von der Tolkmittstraße aus gesehen                                                                                 |
| Tschudistraße (Lage)           | 0540                                         | Hugo von Tschudi (1851–1911), Direktor der Nationalgalerie Berlin | 9. Nov. 1926                 | Der West-Ost-Straßenzug verläuft zwischen Uckermark- und Ridbacher Straße. In der Katasterkarte nach 1910 war er mit Straße 132 eingetragen, inoffiziell nannte man ihn bereits Tschudistraße. | |
| Uckermarkstraße (Lage)         | 1150                                         | Uckermark, Region in Brandenburg | 9. Nov. 1926                 | Sie wurde zwischen 1911 und 1920 angelegt und mit Straße 128 bezeichnet. Bereits vor der amtlichen Benennung trug sie den Namen Uckermarkstraße. Sie läuft als Fortsetzung der Carola-Neher Straße in Hellersdorf von der Ortsteilgrenze etwas nördlich der Grottkauer Straße bis zur Einmündung in die Heinrich-Grüber-Straße im Süden. | |
| Ulmenstraße (Lage)             | 1370 (im Ortsteil)                           | Ulme, einheimischer Laubbaum | 17. Juli 1909                | Sie beginnt An der Wuhle im Westen, endet kurz hinter der Sadowastraße im Osten und setzt sich als Kohlisstraße fort. Östlich der Seebadstraße bilden die Grundstücksgrenzen auf der Südseite die Ortsteilgrenze zu Mahlsdorf. An der Ecke Eichenstraße befindet sich der Baudenkmalkomplex ‚Ulmen-Grundschule‘ (siehe Bild). | im Bereich der Ulme-Grundschule                                                                                                  |
| Uslarer Straße (Lage)          | 0840 (im Ortsteil)                           | Uslar, Stadt in Niedersachsen | 9. Nov. 1926                 | Sie wurde um 1911 in den Teilen Straße 114 und Straße 139 angelegt. Aufgrund ihres vom Krepppfuhl ansteigenden Verlaufs wurde sie auch als Bergstraße bezeichnet. Mit der amtlichen Namensgebung führte man beide Straßen zusammen, die nun Am Lupinenfeld beginnt und nach kurzem nördlichen Verlauf einen Knick nach Osten macht. Der Kaulsdorfer Abschnitt endet am Briesener Weg. Die östlichen Hausnummern (71–81) gehören zum Ortsteil Mahlsdorf, wo die Uslarer Straße an der Hönower Straße endet. | |
| Waldenburger Straße (Lage)     | 0980                                         | Waldenburg, Stadt in Niederschlesien, seit 1945 Wałbrzych in Polen | 9. Nov. 1926                 | Zwischen 1911 und 1922 wurde sie als Straße 50 angelegt, nichtamtlich Steinstraße genannt. Im Jahr der offiziellen Namensgebung wurden Verlängerungen projektiert und wirksam. Sie verbindet die Striegauer Straße mit der Norastraße in Nordost-Südwest-Führung. Danach bildet sie südwestwärts eine kleine Erschließungsstraße als Sackgasse. | |
| Waldstraße (Lage)              | 1200                                         | Eichenwald, historische Flurbezeichnung | 17. Juli 1909                | Sie führt von der Heerstraße (Nord) bis zur Sadowastraße (Süd) und endet als Sackgasse an der Dammheide, einem geschlossenen Waldgebiet an der Grenze zu Köpenick. | |
| Wallstraße (Lage)              | 0280                                         | Wall, auf der Nordseite der Straße erfolgte Erdaufschüttungen beim Bau der Straßenbrücke über die Bahnstrecke                                                                                    | zwischen 1911 und 1920       | Sie verläuft unmittelbar südlich des Bahndamms in West-Ost-Richtung zwischen der Ringstraße und dem Heinrich-Grüber-Platz. | |
| Waplitzer Straße (Lage)        | 0400                                         | Waplitz, Ort in Ostpreußen, seit 1945 Waplewo in Polen | 11. Mai 1938                 | Bei der Erstanlage um 1911 war es die Schulstraße. Sie verbindet die Ringstraße mit der Adolfstraße. An der Ecke Brodauer Straße wurde zwischen 1946 und 1950 ein Gefallenendenkmal für die Kämpfer der Roten Armee errichtet, das mitsamt seiner kleinen Parkanlage als Gartendenkmal geschützt ist. | Waplitzer Straße vor der Kreuzung Brodauer Straße, rechts Gartenanlage des sowjetischen Ehrenmals                                |
| Weidenstraße (Lage)            | 0180 (im Ortsteil)                           | Weide, einheimischer Laubbaum | 17. Juli 1909                | Der Kaulsdorfer Abschnitt verbindet die Buchenstraße mit der Seebadstraße (Hausnummern 1–6), der folgende Bereich (Nummern 7–14) gehört zum Ortsteil Mahlsdorf, wo sie sich als Winklerstraße fortsetzt. | |
| Wernerstraße (Lage)            | 1040                                         | Wilhelm Werner (1877–1915), Begründer des Wernerbades | zwischen 1911 und 1920       | Sie führt von der Heinrich-Grüber-Straße (West) im leichten Nordbogen ostwärts bis zum Briesener Weg, wo sie sich als Markgrafenstraße im Ortsteil Mahlsdorf fortsetzt. Im Bereich Ridbacher Straße/Wernerstraße wurde 1905 das Wernerbad als älteste Freibadeanstalt Berlins eröffnet, verfiel aber über die Jahrzehnte langsam. Erst in den späten 1950er Jahren wurde das Bad wieder belebt. Nach der Wende, im Jahr 2002 wurde es geschlossen und der Natur überlassen. Mehrfache Versuche einer Sanierung und Wiedereröffnung scheiterten (Stand März 2019). | Blick auf das marode, aber wassergefüllte Wernerbad im März 2012                                                                 |
| Wernitzer Straße (Lage)        | 0480                                         | Wernitz, Gemeindeteil von Wustermark in Brandenburg | 9. Nov. 1926                 | Sie wurde als Straße 35 um 1911 angelegt und nichtamtlich auch Singerstraße genannt. Sie verbindet die Chemnitzer Straße mit der Waldenburger Straße in West-Ost-Richtung. | |
| Wilhelmplatz (Lage)            | 0260 × 150 × 150 (gleichschenkliges Dreieck) | Wilhelm, männlicher Vorname | Aug. 1910                    | Der dreieckige Platz liegt zwischen Mädewalder Weg, Münsterberger Weg und Planitzstraße. Bei seiner offiziellen Benennung war nur der nördliche Teil bis zur Ferdinandstraße angelegt. | |
| Wilhelmsmühlenweg (Lage)       | 1040 (im Ortsteil)                           | Wilhelmsmühle, Dampfmühle, die bis nach dem Ersten Weltkrieg in Betrieb war | 9. Juni 1933                 | Bei der Erstanlage des Straßenzuges um 1902 hieß er Straße 27, auch Schneidemühlenweg beziehungsweise inoffiziell Wilhelmsmühlenweg, und Friedrichstraße (benannt nach dem männlichen Vornamen Friedrich). Die Trasse wurde später noch um die Voigtstraße (damals in Mahlsdorf) verlängert. Der lange Verkehrsweg südlich parallel der Ostbahn reicht vom Heinrich-Grüber-Platz bis zur Hönower Straße in Berlin-Mahlsdorf. Der Kaulsdorfer Abschnitt endet Am Kornfeld. | Wilhelmsmühlenweg in seinem östlichen Bereich · Wilhelmsmühlenweg im westlichen Bereich mit einigen gut erhaltenen Bürgerhäusern |
| Windbergweg (Lage)             | 090                                          | Windberg, historische Flurbezeichnung | 11. März 1937                | Der Weg bildet eine kurze Verbindung zwischen Am Baltenring und Heinrich-Grüber-Straße. Er wurde als Straße 159 angelegt und führte in beide Richtungen auf rund 60 Meter hohe Anhöhen, denen die Straße sicherlich ihren Namen verdankt. Noch im Jahr 1943 findet sich hier keinerlei Bebauung. Die Straße umfasst sechs Hausnummern. | |
| Windthorststraße (Lage)        | 0530                                         | Ludwig Windthorst (1812–1891), Vorsitzender der Deutschen Zentrumspartei | 9. Nov. 1926                 | Sie verläuft zwischen Am Niederfeld und Achardstraße in Nord-Süd-Richtung. Bei ihrer Anlage um 1911 war es die Straße 47, die aber bereits Windthorststraße genannt wurde. | Von Am Niederfeld gesehen |
| Wodanstraße (Lage)             | 070 (im Ortsteil)                            | Wodan, nordischer Gott | um 1910                      | Sie verläuft als Fortsetzung der Bausdorfstraße in voller Länge im Ortsteil Mahlsdorf. Lediglich die Hausnummern 26 und 27 am westlichen Ende der Straße zwischen Lohengrinstraße und Briesener Weg gehören zu Kaulsdorf. | |
| Zanderstraße (Lage)            | 0600                                         | Hugo Zander (1837–1899), Mitglied des Gemeindevorstandes in Kaulsdorf | 17. Juli 1909                | Sie beginnt an der Kreuzung mit der Heinrich-Grüber- und Kranoldstraße und verläuft nordostwärts bis zum Hamannweg. | |
| Zernsdorfer Straße (Lage)      | 0250                                         | Zernsdorf, Ortsteil von Königs Wusterhausen in Brandenburg | 23. Okt. 1986                | Die Straße entstand im Zusammenhang mit der Errichtung von 14 neuen Reihenhäusern und deren Verkehrsanbindung. Sie verläuft zwischen dem Münsterberger Weg und der Dorfstraße in Nordost-Südwest-Führung. | |

## Geplante Straßen oder solche, die später anderen Berliner Ortsteilen zugeordnet wurden
- Blütenauer Straße[22]
- Eugen-Richter-Straße nach dem deutschen Politiker und Publizisten Eugen Richter (1838–1906);[21] 1933 noch immer unbebaut; nicht realisiert
- Gorkistraße nach dem russischen Dichter Maxim Gorki;[21] nicht realisiert
- Graubündner Straße[22]
- Joachimstraße;[8] nicht realisiert
- Lilienthalstraße nach dem deutschen Flugpionier Otto Lilienthal;[8] nicht realisiert
- Reyherstraße wahrscheinlich nach dem preußischen Kriegsminister Karl von Reyher[8] 1930 noch unbebaut; nicht realisiert
- Wiesenstraße[21]

## Kleingartenanlagen (KGA) bzw. Kolonien
Fast alle Gartenanlagen im Ortsteil Kaulsdorf entstanden lange nach dem Zweiten Weltkrieg. Meist wurden nach erfolgter Wohnbebauung Restflächen an interessierte Kleingärtner vergeben, die das Land urbar machten und sich zu Gartenvereinen zusammenschlossen.
| Name                                 | Gründung      | Benennung                                         | Anmerkungen | Bild                                          |
| ------------------------------------ | ------------- | ------------------------------------------------- | --- | --------------------------------------------- |
| KGA ‚Erholung‘ (Lage)                | 1979          | Erholung                                          | Die KGA wurde auf Initiative des VEB Elektrokohle Lichtenberg vor allem für dessen Arbeiter und Angestellte auf vorherigem Brachland angelegt. Die Garteninteressenten selbst haben sie hergerichtet und sie umfasst eine Fläche von rund 2,2 Hektar. Die 43 Parzellen mit einer Durchschnittsgröße von 390 m² liegen im Südosten von Kaulsdorf zwischen der Straße An der Wuhle, der Drausnitzer und der Falkstätter Straße. | Eingang Drausnitzer Straße                    |
| KGA ‚Goldkörnchen‘ (Lage)            | 1983          | Branntweinsorte Goldkorn (anekdotisch)            | Diese KGA entstand zwischen 1982 und 1983 anstelle einer wilden Mülldeponie und einer landwirtschaftlichen Nutzfläche und hieß bei der Eröffnung ,Kolonie Wilhelmsmühlenweg‘ nach ihrem Zugang. Sie umfasst 23 Parzellen rechts und links des Hamstergrabens beziehungsweise zwischen dem Wilhelmsmühlenpfuhl (Nord) und dem Hamsterpfuhl (Süd), insgesamt 13.324 m². Westlich wird sie von der Pölitzer Straße, östlich vom Stepenitzer Weg und südlich vom Hamsterweg begrenzt. Der neue Name entstand nach der Wende, als zur Eintragung in das Vereinsregister ein neuer Name gesucht wurde. Er kam angeblich bei einem Glas Goldkorn zustande. |                                               |
| KGA ‚Am Iselbergplatz‘ (Lage)        | 1984          | Lage am gleichnamigen Platz                       | Die kleine Schrebergartenanlage umfasst zwölf Parzellen, die im Umfeld einer früheren Bunkeranlage entstand. Sie wird begrenzt durch die Uckermarkstraße (West), die Iselbergstraße (Nord), Am Baltenring (Ost) und den Straßenbereich Iselbergplatz (Süd). Der KGA-Verein Iselbergplatz wurde 1984 gegründet. |                                               |
| KGA ‚Kaulsdorfer Busch‘ (Lage)       | 1939          | nach dem Flurnamen und dessen Bewuchs             | Sie besteht aus zwei Teilen, die zwischen der Waldenburger Straße, der Achardstraße, dem Kaulsdorfer Busch und der Mieltschiner Straße (‚KB I‘) sowie zwischen der Waldenburger Straße, Mieltschiner Straße, dem Kaulsdorfer Busch und der Heerstraße (‚KB II‘) liegen. Es handelt sich um eine Gesamtfläche von 218.500 m², die in 513 Parzellen aufgeteilt ist. Sie entstand ab 1936 auf früherem Sumpfwiesengelände und wurde 1939 offiziell eingeweiht. Im äußeren Ring wurde Ende des 20. Jahrhunderts ein Naturlehrpfad angelegt. |                                               |
| KGA ‚An der Mosbacher Straße‘ (Lage) | 19. Aug. 1988 | Lage an der gleichnamigen Straße                  | Die KGA umfasste bei ihrer Gründung am 19. August 1988 20 Parzellen. Im folgenden Jahr kamen noch weitere 20 Parzellen hinzu, so dass nunmehr eine Fläche von rund 1,7 Hektar belegt wird. Sie erstreckt sich entlang der Wuhle, zwischen der Bundesstraße 1, der Chemnitzer Straße und der Lenbachstraße. | Blick in die KGA von der Mosbacher Straße aus |
| Kleingartensparte ‚Oberfeld‘ (Lage)  | unbekannt     | historischer Flurname Oberfeld                    | Die Gartenanlage befindet sich zwischen der Wernerstraße, Am Bachrain und dem Hamannweg östlich der Heinrich-Grüber-Straße. Ihr gehören per Dezember 2011 44 Mitglieder an. | Spartenheim                                   |
| KGA ‚Wallstraße‘ (Lage)              | unbekannt     | Lage an der gleichnamigen Straße                  | Die KGA umfasst elf Parzellen und zieht sich südlich des Bahndamms zwischen dem U- und S-Bahnhof Wuhletal, dem Münsterberger Weg und der Wallstraße entlang. Es gibt keinen zentralen Erschließungsweg. | Gärten direkt an der Wallstraße               |
| KGA ‚Wuhleblick‘ (Lage)              | 29. März 1984 | Wuhle, Fluss durch den Bezirk Marzahn-Hellersdorf | Sie liegt südlich von Alt-Kaulsdorf in der Flussaue der Wuhle an deren Ostufer und wird östlich durch die Lenbachstraße begrenzt, im Süden durch die Honsfelder Straße. Am 29. März 1984 wurden die ersten zwölf Parzellen an Pächter vergeben. 1987 und 1988 kamen jeweils weitere Parzellen hinzu. Seit 2001 ist der KG-Verein Wuhleblick offiziell eingetragen. Er umfasst rund 1,33 Hektar mit 28 Parzellen von durchschnittlich 470 Quadratmeter Nutzfläche. | Eingang an der Lenbachstraße                  |

## Ehemalige Kleingartenanlagen (KGA)
| Name                     | Gründung        | Zeitraum          | Anmerkungen | Bild                               |
| ------------------------ | --------------- | ----------------- | --- | ---------------------------------- |
| KGA ‚Am Wuhlesee‘ (Lage) | 1976 – ca. 2015 | Lage zum Wuhlesee | Die Gartenkolonie ,Am Wuhlesee‘ entstand nahe dem südöstlichen Ufer des Wuhlesees anstelle einer ehemaligen Müllhalde und war begrenzt durch die Damerauer Allee, Kaulsdorfer Straße und Straße 19. Sie umfasste rund 14 Parzellen auf acht Hektar Land und wurde offiziell 1976 gegründet. In den 2010er Jahren entstand auf ihrem Gebiet eine kleine Neubausiedlung. | KGA Am Wuhlesee, Eingang Straße 19 |

## Weitere Örtlichkeiten in Kaulsdorf
- Dammheide
- Kaulsdorfer Busch

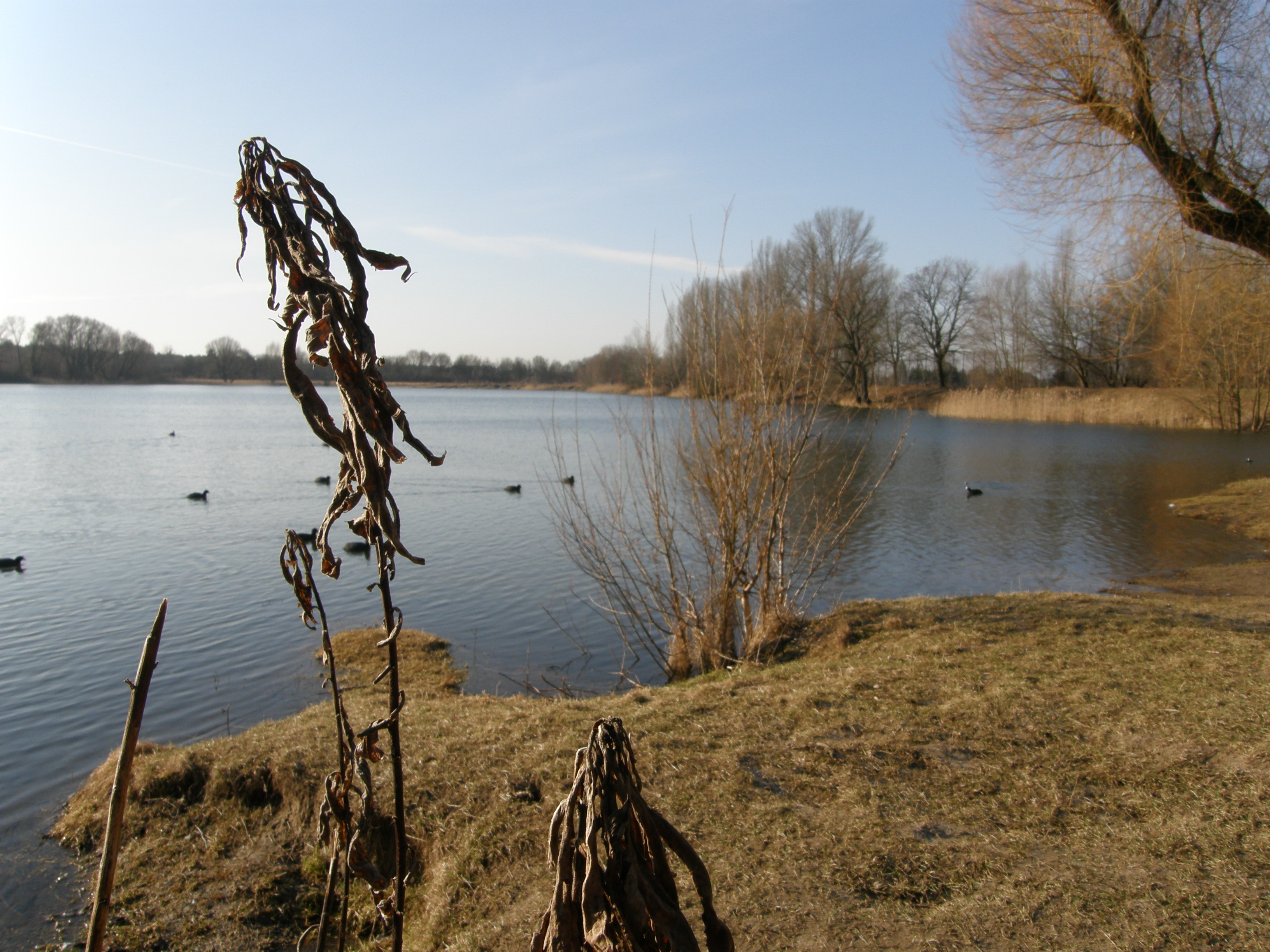
Butzer See

- Kaulsdorfer Seen mit Butzer See; Angelgewässer (Nr. DAV B04-101)
- Krepppfuhl
- Landschaftsschutzgebiet Barnimhang:[51]
Es liegt zwischen Alt-Kaulsdorf–Alt-Mahlsdorf (Nord), der Lassaner Straße (West), dem Butzer und dem Elsensee (Süd) sowie dem Gelände des Abfallentsorgungsunternehmens Alba und der Freien Schule am Elsengrund (Ost; bereits im Ortsteil Berlin-Mahlsdorf).
- Wuhleblase
- Wuhlesee